# Bonaparte valica il Gran San Bernardo
Bonaparte valica il Gran San Bernardo (noto anche come Bonaparte valica le Alpi) è un ritratto equestre del primo console Napoleone Bonaparte dipinto da Jacques-Louis David tra il 1800 ed il 1803. Napoleone viene rappresentato al momento del suo attraversamento del Colle del Gran San Bernardo con l'armata che lo seguirà nella vittoriosa seconda campagna d'Italia.
David dipinse cinque versioni di questo dipinto, la prima delle quali venne commissionata dal re di Spagna Carlo IV come tentativo d'intesa tra il suo regno e la Repubblica Francese. Le tre versioni successive vennero commissionate dal primo console con fini propagandistici e rappresentano i primi ritratti ufficiali di Napoleone: essi ornavano rispettivamente il castello di Saint-Cloud, la biblioteca dell'hôtel des Invalides ed il palazzo della Repubblica Cisalpina. L'ultima versione non fu commissionata da alcuno, ma rimase di proprietà di David sino alla sua morte.
Archetipo del ritratto di propaganda, l'opera è stata riprodotta numerose volte tramite incisioni, dipinta su vasi, sotto forma di puzzle o di francobollo, testimonianza dell'importante fortuna di cui godette presso i posteri. Questo ritratto influenzò artisti come Antoine-Jean Gros e Théodore Géricault.
I cinque dipinti sono oggi conservati presso:
- Museo nazionale del castello della Malmaison (260 x 221 cm);
- Castello di Charlottenburg, Berlino (260 x 226 cm);
- Museo nazionale della reggia di Versailles (due versioni: 270 x 232 cm e 267 x 230 cm);
- Museo del Palazzo del Belvedere, Vienna (264 x 232 cm).

## Descrizione
Le cinque versioni del quadro sono tutte di grossa taglia (mediamente 2,6 x 2,2 metri). Bonaparte viene presentato in uniforme di generale, con sul capo un bicorno gallonato d'oro, armato di una spada alla mamelucca, mentre sulle spalle si trova un mantello gonfiato dal vento che si avvolge attorno alle sue spalle. Monta un cavallo e con la mano sinistra si aggrappa alle briglie. Tutta la scena è rivolta verso lo spettatore ed il generale indica la direzione con la sua mano destra. In secondo piano, dei soldati risalgono la montagna, portando con loro un cannone. In basso a destra si trova un tricolore che fluttua nell'aria. In primo piano, incisi sulla roccia, si trovano i nomi BONAPARTE, ANNIBAL e KAROLVS MAGNVS IMP., associando Napoleone ad altri due condottieri che valicarono le Alpi.

### Differenze tra le cinque versioni
Inizialmente intitolato da David Ritratto equestre di Napoleone che passa il monte San Bernardo, l'opera finì per portare titoli differenti a seconda della versione: Napoleone passa il monte San Bernardo, Bonaparte sale il San Bernardo, Il primo console attraversa le Alpi al colle del Gran San Bernardo, o ancora Bonaparte al Gran San Bernardo.
Il primo esemplare del castello della Malmaison presenta Bonaparte con un mantello giallo-arancio, i guanti ricamati, il cavallo ha mantello grigio con pezzature nere, la briglia è doppia. L'ufficiale che porta una spada in secondo piano è mascherato dalla coda del cavallo. Il viso di Napoleone presenta caratteristiche giovanili. L'opera è siglata e datata L. DAVID AN IX sul pettorale del cavallo.
L'esemplare al castello di Charlottenburg ha un mantello rosso vermiglione, il mantello del cavallo è sauro bruciato con pezzature bianche, la briglia è singola. Il paesaggio è innevato. I tratti di napoleone sono più maturi. Il dipinto è siglato L.DAVID L’AN IX.
Nell'esemplare della reggia di Versailles, il mantello del cavallo è grigio chiaro in armonia coi colori del cielo del quadro, i finimenti sono identici alla versione di Charlottenburg. I ricami sui guanti sono semplificati, ma si notano i paramenti della manica sotto i guanti stessi, come pure è visibile l'ufficiale alla base del cavallo. La tela non è firmata.
L'esemplare del castello del Belvedere è pressoché identico a quello di Versailles, ma la tela è siglata J.L.DAVID L.ANNO X.
Il secondo esemplare di Versailles presenta un cavallo simile a quello della versione del castello della Malmaison, con pezzature nere, doppia briglia e sottoventre rosso. Il mantello di Napoleone è rosso-aranciato, il tessuto della sciarpa è azzurro. L'ufficiale è nuovamente mascherato dalla coda del cavallo. Il viso di Napoleone è più realistico e più anziano se confrontato a quello delle altre versioni. Il dipinto non datato è siglato L.DAVID.

## Storia

### Comanda e scelta del soggetto
La storia dell'opera e più precisamente l'origine della comanda è stata per molto tempo fonte di confusioni. Dopo la riapparizione della versione della Malmaison nel 1949, gli autori considerarono, sulla base delle informazioni dell'epoca, che la versione del primo console (oggi a Berlino) fosse la prima ad essere stata commissionata, mentre la versione del re di Spagna fosse stata la seconda. Nel 1801, all'esposizione delle due prime versioni al Louvre assieme a Le Sabine, i giornali presentarono la versione destinata a Napoleone come quella originale, precisando che il re di Spagna ne avesse fatta fare una copia ad opera di Jacques-Louis David. Ancora negli anni '50 le varie monografie sul tema mantenevano questa versione dei fatti, malgrado gli elenchi delle opere attribuite a David precisassero che la prima versione fosse quella destinata a re Carlo IV di Spagna. 

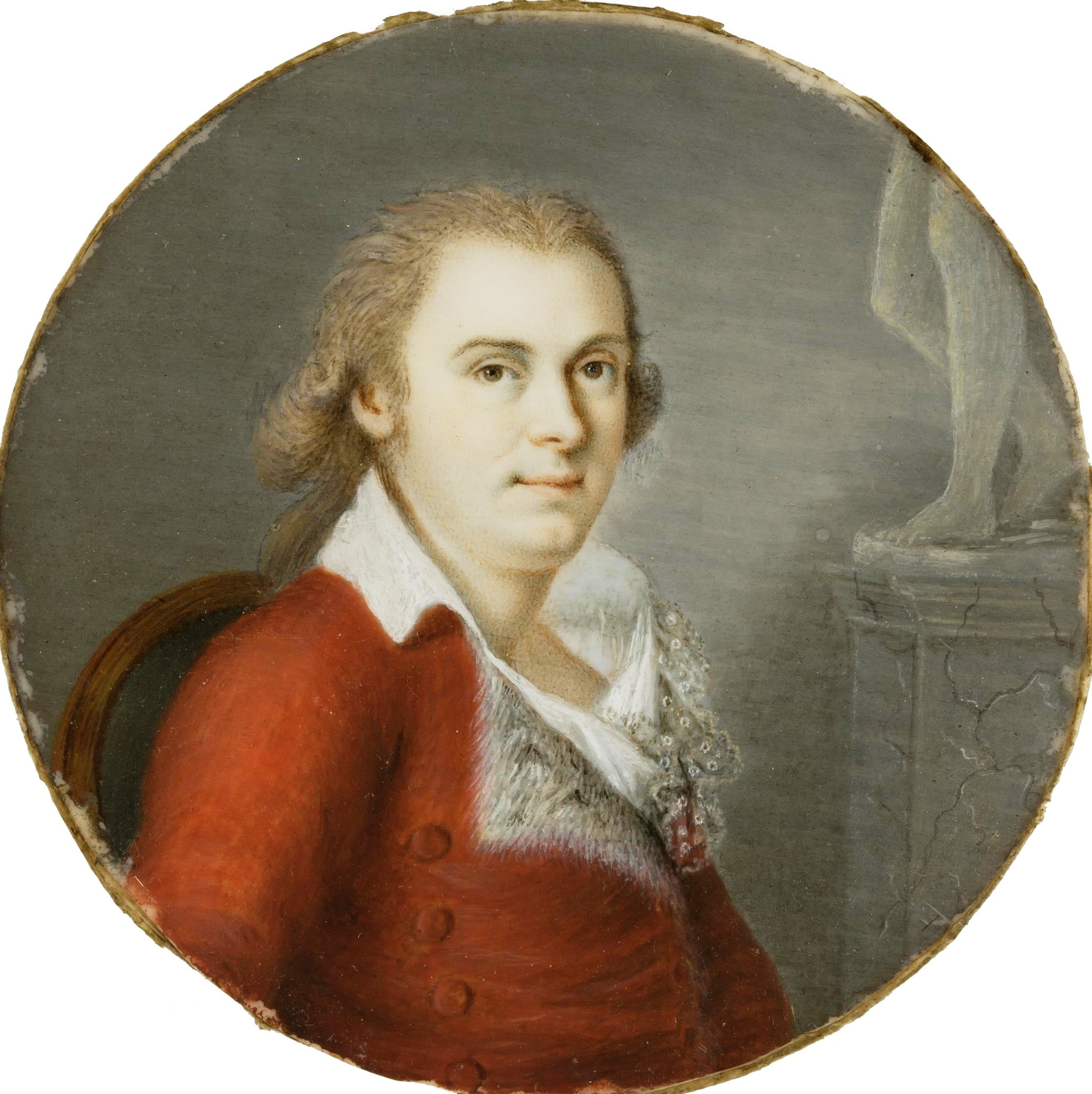
Il segretario di stato Mariano Luis de Urquijo diede le istruzioni concernenti la comanda del ritratto a David al suo ambasciatore Muzquiz, e tentò senza successo di ottenere una copia del quadro.

In origine Carlo IV, nel tentativo di riprendere le relazioni con la Francia, pensò di riprendere la tradizione degli omaggi diplomatici tra i due stati, chiedendo quindi a David di dipingergli un ritratto del primo console da porre nel salone dei "Grandi Capitani" del palazzo reale di Madrid. La commissione venne comunicata tramite Charles-Jean-Marie Alquier a Talleyrand con una lettera del 7 agosto 1800. Questi predispose che David rappresentasse il generale Bonaparte in piedi nel suo costume da primo console: 
 L'11 agosto Mariano Luis de Urquijo segretario di stato della Corona spagnola, confermò la commissione con una lettera inviata a Ignacio Muzquiz suo ambasciatore in Francia, ed insistette perché il primo console ne fosse informato. Egli inoltre richiese per sé una copia del dipinto che David avrebbe realizzato. Dopo le istruzioni del ministro, l'ambasciatore di Spagna annunciò a Napoleone la commissione del ritratto.. In seguito ad un'udienza col console, Muzquiz, informò il segretario di stato che Napoleone non aveva ancora scelto la composizione finale del dipinto e che forse avrebbe preferito un'altra posa per il quadro destinato al re di Spagna.

Poco dopo, Jacques-Louis David venne convocato dal Bonaparte, per discutere delle modalità di realizzazione del dipinto. L'incontro, trascritto liberamente nelle prime biografie di Napoleone (A. Thiere, Delecluze, Jules David), si incentrò sulla realizzazione di due ritratti equestri, uno per il re di Spagna ed il secondo destinato a Napoleone. Fu probabilmente in quest'occasione che venne maturata l'idea di rappresentare infine il Primo Console al passaggio del Gran San Bernardo, 
 David ricevette un rifiuto del primo console di venire a posare presso il suo atelier, ma in cambio il pittore ottenne gli accessori e l'uniforme che il generale aveva portato nella battaglia di Marengo, oltre ad una copia del cavallo che montò nel corso della seconda campagna d'Italia. Poco dopo l'incontro, David inviò la sua risposta all'ambasciatore il 22 agosto 1800, impegnandosi quindi a realizzare il ritratto per il re di Spagna, ala cifra fissata di 24.000 lire tornesi, ma declinò la commissione di una seconda versione per il segretario di stato spagnolo.
Nel dicembre del 1800 i cambiamenti politici in Spagna portarono al rimpiazzo del segretario di stato in favore di Pedro Cevallos ed anche Muzquiz venne sostituito da José Nicolás de Azara come nuovo ambasciatore di Spagna.

### Versione della Malmaison
David iniziò nel settembre del 1800 la realizzazione della versione destinata al re di Spagna. La data d'inizio è dedotta dalla testimonianza del testimone danese Tønnes Christian Bruun de Neergaard, che nella sua opera del 1801 Sur la situation des beaux arts en France: ou lettres d'un Danois a son ami, raccontò della sua visita all'atelier di David il 10 gennaio di quell'anno (20 nevoso anno IX). La versione della Malmaison è identificata come tale in quanto il mantello del primo console viene indicato come giallo a differenza delle altre, 
, ed apprese dall'artista che il quadro gli era stato commissionato e che avrebbe impiegato quattro mesi a dipingerlo, da che si può dedurre la data di realizzazione.
Il 22 settembre 1801, il ritratto venne esposto assieme alla seconda versione al Louvre assieme al quadro Le Sabine per due mesi.
La versione spagnola del quadro rimase a Madrid sino alla destituzione di re Carlo IV ad opera dello stesso Napoleone, venendo poi trasferito al palazzo reale da Abel Hugo, paggio di Giuseppe Bonaparte, nuovo re di Spagna: 
Nel 1812, il dipinto venne portato con sé da Giuseppe Bonaparte alla sua fuga dalla Spagna e portato da lui nel suo esilio negli Stati Uniti e poi nella sua residenza di Point-Breeze. Il ritratto venne donato a sua figlia Zenaide Bonaparte, principessa di Canino, che lo portò a Villa Bonaparte (chiamata anche Villa Paolina) a Roma. Il dipinto venne conservato in questa residenza sino al 1949, quando venne lasciata in dono dalla nipote Eugénie Bonaparte, principessa della Moscova, al museo nazionale del castello della Malmaison (inventario MM 7149).

### Versione di Berlino

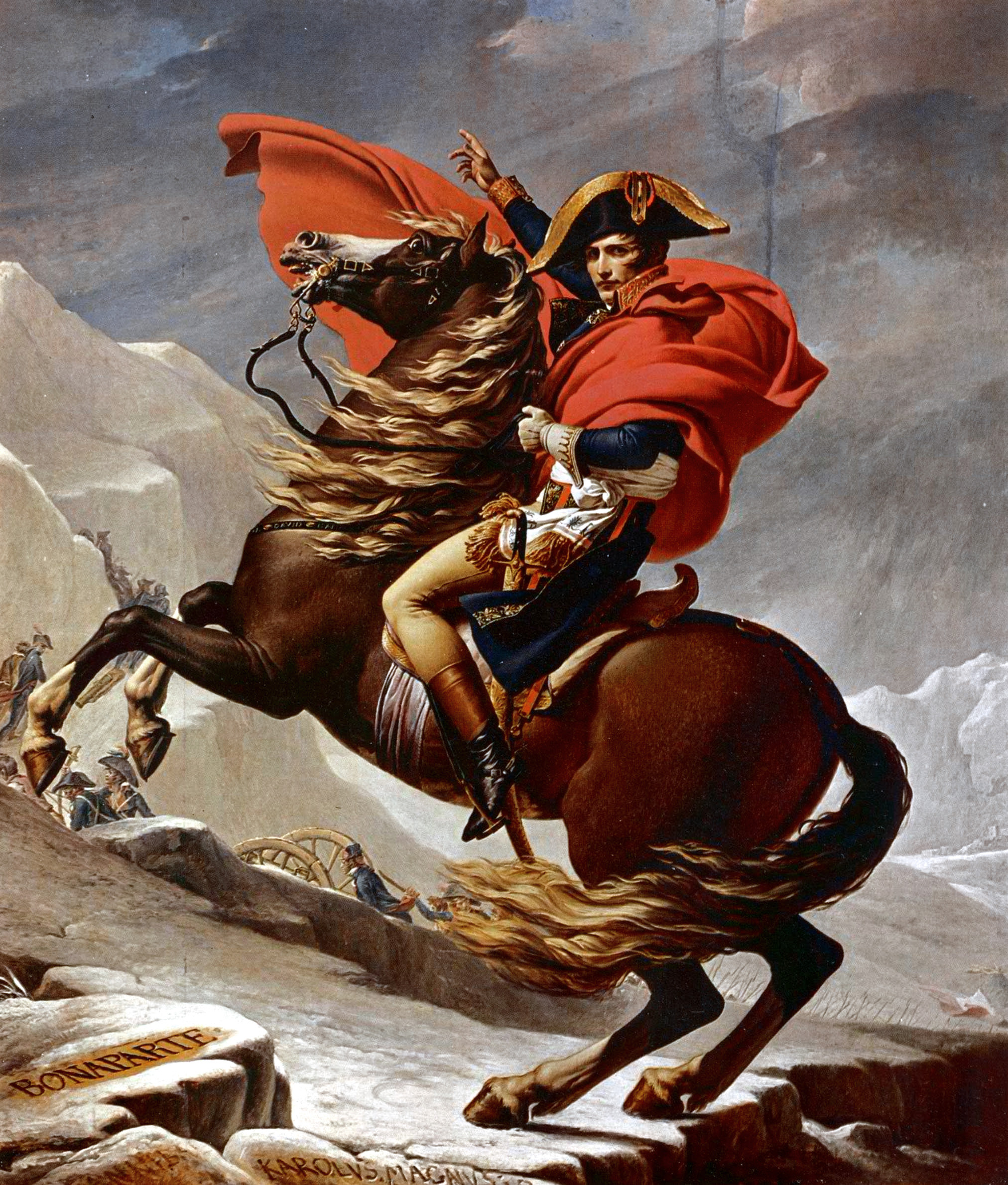
2^ versione: 1801.
Castello di Charlottenburg, Berlino, in origine al castello di Saint-Cloud

La seconda versione del dipinto destinata al castello di Saint-Cloud (1801) venne esposta con la prima al Louvre nel settembre del 1801. Al palazzo dal 1802, venne posta nel Salone di Marte, poi nella Sala del Trono, ed infine nel 1815 divenne una preda di guerra dei soldati prussiani del generale Blücher che occuparono il castello alla caduta di Napoleone. Blucher consegnò l'opera all'Accademia reale prussiana delle arti, la offrì a re Federico Guglielmo III che la fece porre nella Gemäldegalerie del castello reale di Berlino nell'aprile nel 1816. La tela passò quindi nella collezione del castello di Charlottenburg (inventario GKI 913).

### Versione di Versailles

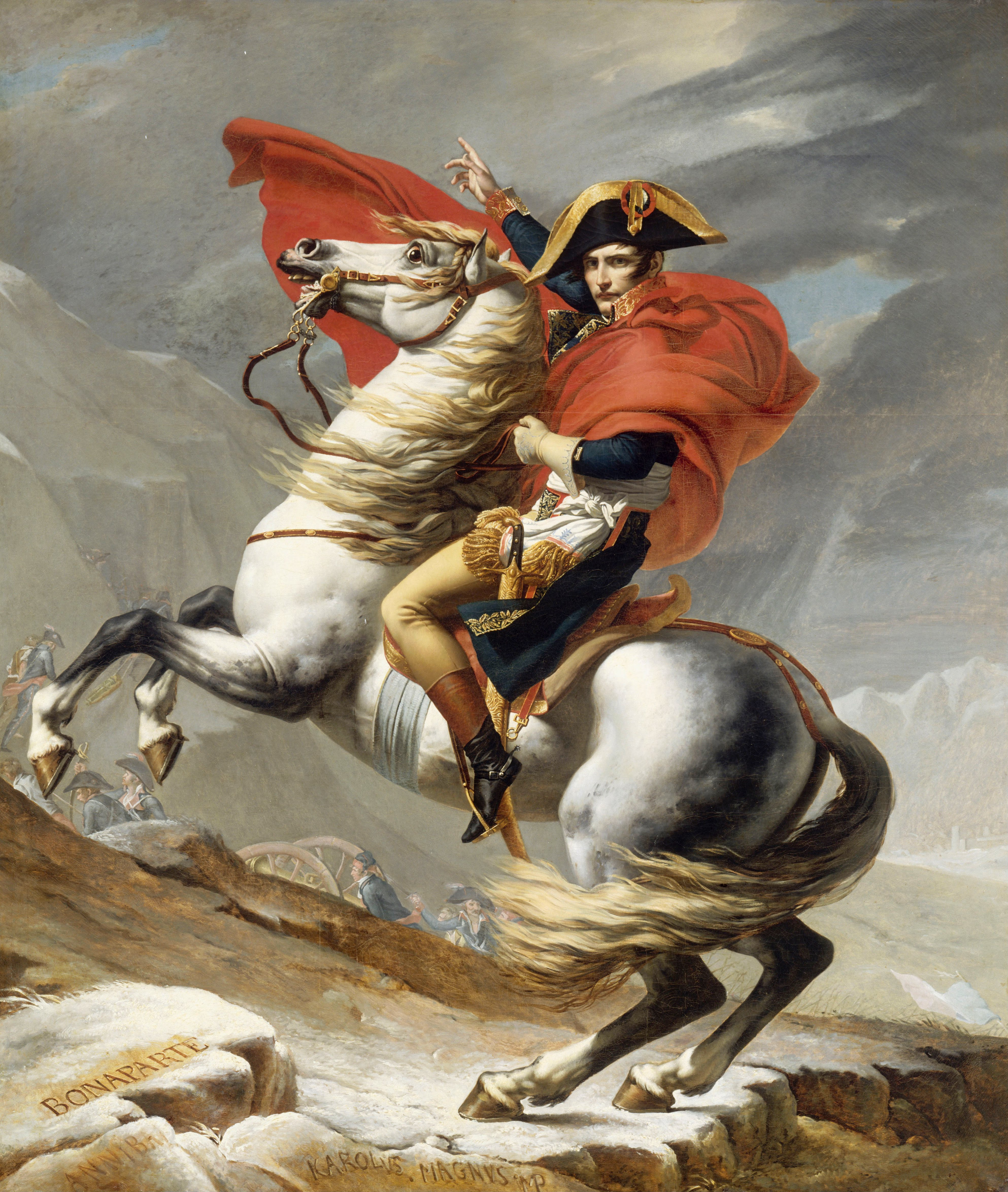
3^ versione: 1802.
Museo della reggia di Versailles, Versailles, in origine nella biblioteca de l'Hôtel des Invalides

La terza versione venne destinata alla biblioteca de l'Hôtel des Invalides nel 1802. Essa venne posta in sede con una grande cerimonia scandita dal suono dei cannoni della struttura, alla presenza del pittore e del suo assistente Georges Rouget.. Sotto la Restaurazione l'opera venne posta nei depositi del Louvre. Nel 1830 l'opera venne posta nel castello di Saint-Cloud, da dove venne spostata nel 1837 da Luigi Filippo I per portarla al museo storico della reggia di Versailles (Sala Marengo, inventario MV 1567).

### Versione di Vienna

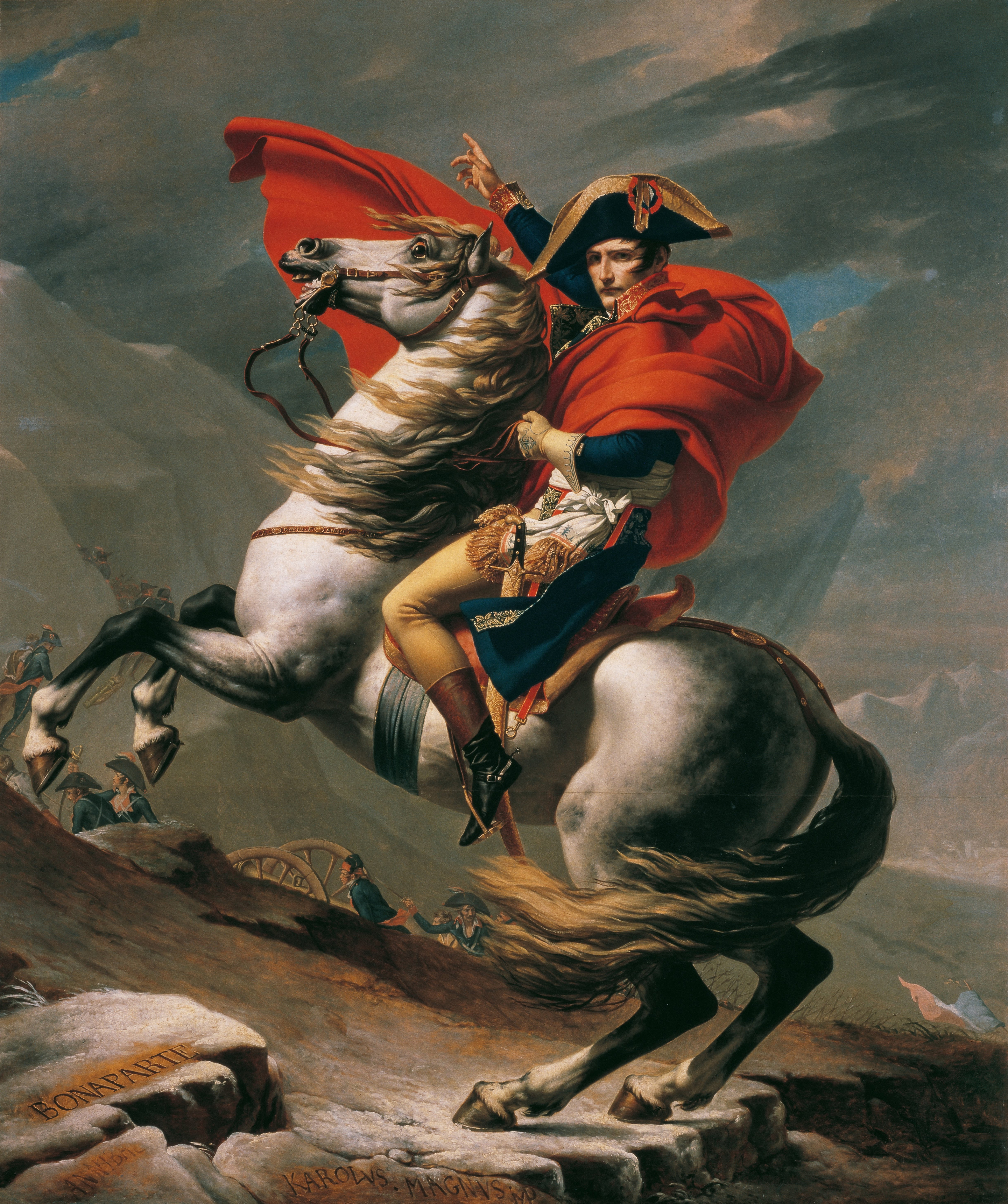
4^ versione: 1803.
Museo del Palazzo del Belvedere, Vienna, in origine al Palazzo della Repubblica Cisalpina di Milano

La quarta versione venne commissionata per il palazzo della Repubblica Cisalpina di Milano. In origine, l'opera doveva essere un'allegoria dal titolo Bonaparte da vita alla Cisalpina, ma il governo italiano abbandonò il progetto a causa dei costi del pittore, giudicati troppo elevati. Il governo cisalpino accettò infine una copia del ritratto equestre. Il direttore dei musei, Dominique-Vivant Denon, venne incaricato, il 29 marzo 1803, di spedire il ritratto di Napoleone alla giovane Repubblica Italiana ed al suo vicepresidente Francesco Melzi d'Eril con la seguente lettera riportata:
Il direttore generale del museo centrale delle arti al cittadino Melzi, vicepresidente della Repubblica Italiana.
Cittadino Vicepresidente,

Ho avuto l'onore di essere incaricato dal primo console di inviarvi un dipinto realizzato da David, per essere posto nel Palazzo della Repubblica a Milano, che lo raffigura nel momento in cui egli valica il San Bernardo. Ho fatto incassare il dipinto e ve l'ho fatto portare dal cittadino Marescalchi, ministro delle relazioni estere della Repubblica Italiana e ve l'ho fatto pervenire.
Già mi compiaccio, cittadino vicepresidente, in questa circostanza che mi consente di rinsaldare l'amicizia di cui mi avete onorato.»
(Dominique Vivant-Denon, Correspondance administrative , 29 marzo 1803 Archivi dei musei nazionali, registro AA4, p. 311)
Spedito nel 1803, il quadro venne confiscato nel 1816 dagli austriaci, ma quando venne riesposto a Milano nel 1825, i milanesi si rifiutarono di cederlo agli austriaci. Venne quindi portato forzosamente al Palazzo del Belvedere di Vienna nel 1834. Per lungo tempo al Kunsthistorisches Museum di Vienna, è stato riportato nel luogo originario nel 1990 (inventario ÖG 2089).

### Seconda versione di Versailles

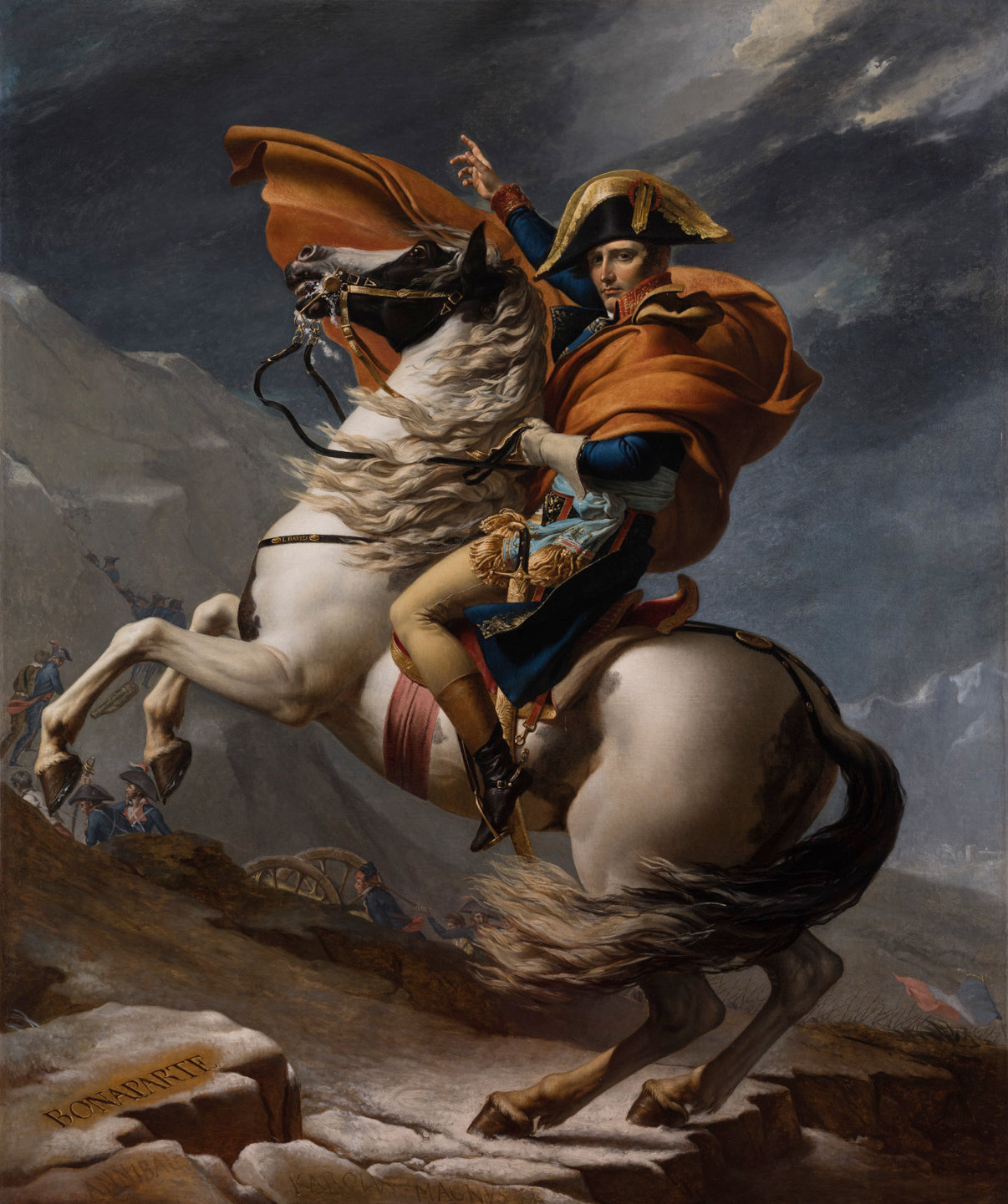
5^ versione: 1803.
Museo dell Reggia di Versailles, Versailles, parte un tempo della collezione del principe Napoleone, ma in origine di proprietà del pittore David stesso.

Una quinta versione (Museo nazionale della reggia di Versailles) venne realizzata da David per sé stesso e rimase nei suoi ateliers successivi sia a Parigi che in quello che ebbe a Bruxelles durante il suo esilio. Alla morte del pittore, la tavola si trovava appesa davanti al suo letto di morte. Messa in vendita senza successo dalla sua famiglia nel 1826, venne infine acquistata dalla baronessa Pauline Jeanin nel 1835. Esposta nel 1846 al Bazar Bonne-Nouvelle, qui venne notata e lodata da Baudelaire, e nel 1850 la baronessa Jeanin la donò al presidente Luigi Napoleone Bonaparte, futuro Napoleone III. Quest'ultimo lo fece in seguito porre sullo scalone d'onore del castello di Saint-Cloud al posto di un ritratto equestre di Luigi Filippo I fatto realizzare nel 1856 sin quando l'opera non venne definitivamente posta al Palazzo delle Tuileries. Dopo la caduta di Napoleone III, il quadro passò nelle mani del principe Girolamo Napoleone che lo portò nella sua residenza di Prangins presso il lago di Léman. Nel 1979, il dipinto venne ceduto dal principe Luigi Napoleone al castello di Versailles (inventario MV 8550). Nel 2017, l'opera è stata integrata nella collezione del Louvre Abou Dabi, inaugurata l'11 novembre di quello stesso anno

## Contesto storico

### Il passaggio delle Alpi
| Abbiamo lottato contro il ghiaccio, la neve, le tormente e le valanghe. Il San Bernardo ci si è opposto con qualche ostacolo al passaggio. Napoleone Bonaparte, 18 maggio 1800 (L. Garros e J. Tulard (2002), Itinéraire de Napoléon au jour le jour, p. 156) |

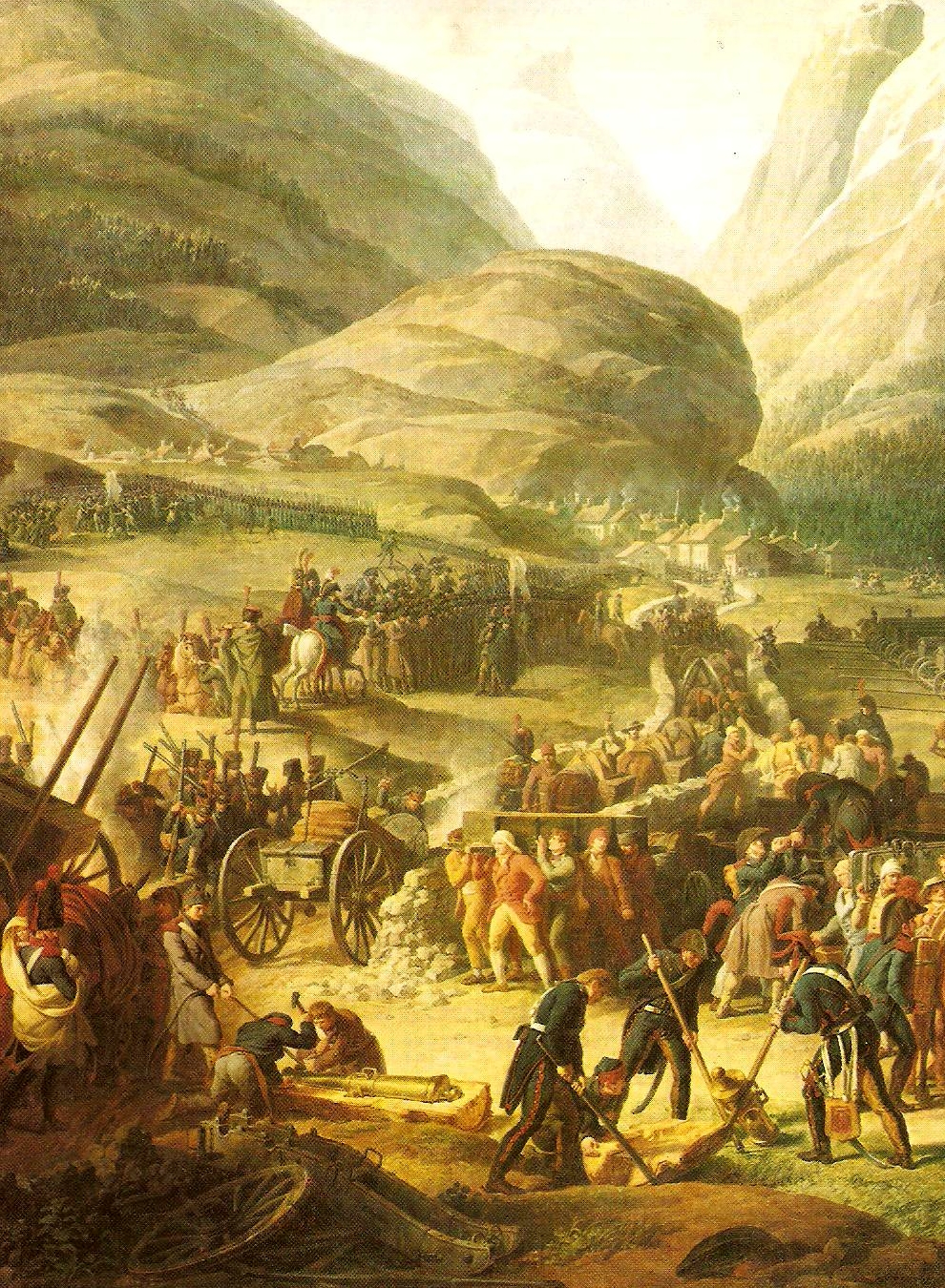
Preparativi per il passaggio delle Alpi di Charles Thevenin 1808 castello di Versailles.

Fu con la traversata delle Alpi da parte dell'armata d'Italia il 13 maggio 1800 che Napoleone intervenne nella seconda campagna d'Italia, determinato a prendere Milano che era stata nel frattempo riconquistata dagli austriaci. Egli fu in grado di sorprendere gli austriaci del generale von Melas e sfruttare questo vantaggio. Con il proprio esercito Napoleone passò il colle del Gran San Bernardo, il corpo del generale Moncey valicò il colle del San Gottardo ed il corpo del generale Turreau si diresse verso il colle di Montgenèvre. Il 18 maggio, Bonaparte lasciò Martigny e si mise in viaggio verso il Gran San Bernardo. Il 20 maggio, vestito con un'uniforme blu e la redingotte bianca e con in testa un bicorno di tela cerata, montò a bordo d una mula guidata da Dorsaz e si diede ad attraversare il passo montano.
Dal 15 al 21 maggio, le truppe attraversarono i monti con tonnellate di artiglieria a seguito che richiesero l'utilizzo anche di tronchi di legno per facilitarne il trasporto. L'artiglieria venne ritardata al forte di Bard per la resistenza degli austriaci, ma il resto dell'armata riuscì a ricongiungersi a Montebello.

### L'alleanza franco-spagnola

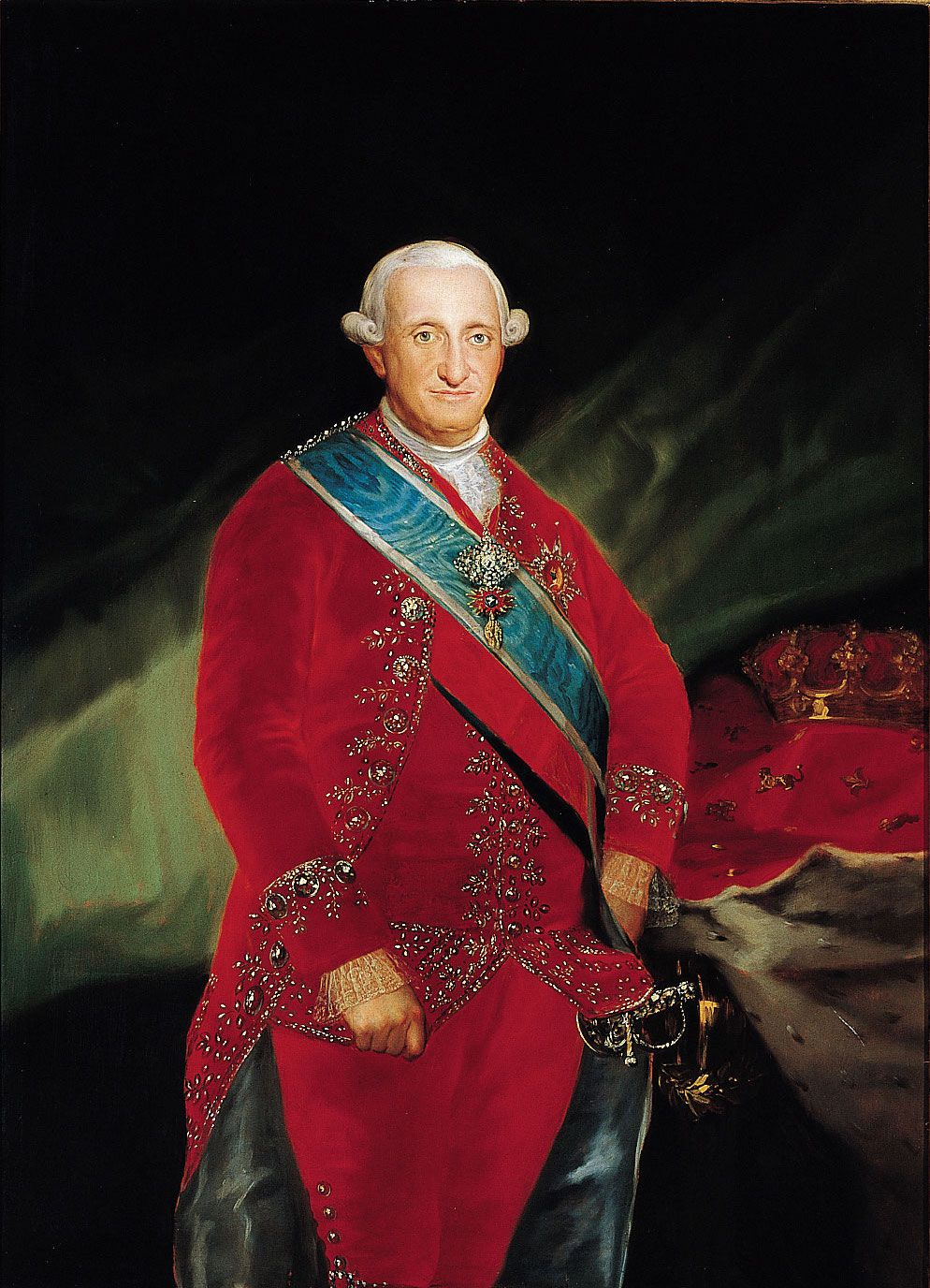
Il re di Spagna Carlo IV (dipinto di Goya), primo committente del ritratto equestre di Napoleone

La riconquista dell'Italia da parte di Napoleone favorì il ravvicinamento alla Spagna di re Carlo IV. Gli interessi erano reciproci: il re desiderava ingrandire il ducato di Parma ed accettò per controparte di cedere la Louisiana alla Francia, ma Napoleone più che altro necessitava della collaborazione della Spagna nella guerra contro l'Inghilterra. Per permettere ciò l'ambasciatore francese Charles-Jean-Marie Alquier, membro un tempo della convenzione che votò la morte di Luigi XVI ed amico di David, iniziò con Talleyrand, ministro degli affari esteri, un'intesa per il ritorno ai vecchi costumi diplomatici dell'Ancien Régime, ovvero l'uso dei doni tra potenze alleate. Il primo console offrì al re delle pistole fabbricate a Versailles, dei vestiti finemente ricamati realizzati a Parigi per la regina e una magnifica armatura da parata per il principe Manuel Godoy. Da parte sua Carlo IV offrì a Napoleone sei cavalli di razza spagnola provenienti dalle sue scuderie personali, un suo ritratto con la regina dipinto da Goya, e diede ordine a David di ritrarre il primo console.
Questa politica di cooperazione col primo console non impedirà ad ogni modo a Carlo IV di venire deposto dal proprio trono nel 1808 proprio dal Bonaparte, il quale concederà il regno di Spagna a suo fratello, Giuseppe Bonaparte.

## Stile

### Modelli e fonti d'ispirazione
Per la postura del cavallo e del cavaliere, David prese ispirazione da diversi modelli derivati dall'antichità, ispirazione costante per il pittore francese, dall'arte del Rinascimento, dall'arte neoclassica a lui contemporanea.
Ancor prima della scoperta dei rilievi del Partenone avvenuti nel 1830 dopo la morte del pittore, David già aveva preso a modello gli antichi cavalieri presenti sui sarcofagi romani conservati a Roma, copiati nel corso dei suoi viaggi nel XVIII secolo e dall'opera L' Antiquité expliquée di Montfaucon che David ebbe modo di consultare. Un esempio antico da cui certamente David trasse ispirazione per la sua opera è Cavaliere che uccide un barbaro della stele funeraria di Dexileos, che presenta notevoli similitudini con il ritratto di Napoleone, in particolare per quanto riguarda il mantello che si avvolge attorno al corpo, ed il gesto del cavaliere. Per gli altri modelli a cui David probabilmente si ispirò per il suo ritratto a Napoleone, secondo lo storico dell'arte François Benoît, vi sono anche quelli che incaricò il suo assistente, Jérôme-Martin Langlois, di copiare dal gruppo dei Dioscuri presenti in piazza del Quirinale a Roma. Questo gruppo di cavalli, infatti, sono originali solo nelle teste mentre i corpi vennero scolpiti nel XVI secolo.
Dall'arte del Rinascimento, certamente David ebbe modo a Roma di vedere Eliodoro cacciato dal Tempio di Raffaello, solitamente copiato dai membri dell'Accademia di Francia a Roma, motivo che a sua volta si rifà all'esempio ellenistico del cavaliere di Dexileos e che trova delle equivalenze nel ritratto del Bonaparte, in particolare nella posizione della testa. L'opera trasse ispirazione anche da le Chevaux de Marly di Guillaume Coustou, che David aveva fatto porre sui Champs-Élysées durante la Rivoluzione. Altre possibili fonti d'ispirazione furono l'imperatore Tito a cavallo rappresentato da Nicolas Poussin in La distruzione del tempio di Gerusalemme e i cavalieri della Battaglia di Alessandria di Charles Le Brun, modelli accademici ripresi da altri artisti tra il XVIII ed il XIX secolo. Un'evidente analogia si nota anche con il Ritratto del principe Tommaso Francesco di Savoia Carignano, opera di Van Dyck.
Dai modelli di artisti contemporanei, David trasse elementi dal statua di Pietro il Grande di Falconet, copiato dal pittore grazie ad un'incisione. Da questa statua derivò la calma della figura a cavallo. Robert Rosenblum ha ipotizzato che David si sia anche ispirato al dipinto di Nicolas-André Monsiau Alessandro in groppa a Bucefalo, presentato al Salone nel 1787, esposizione a cui anche lui prese parte.

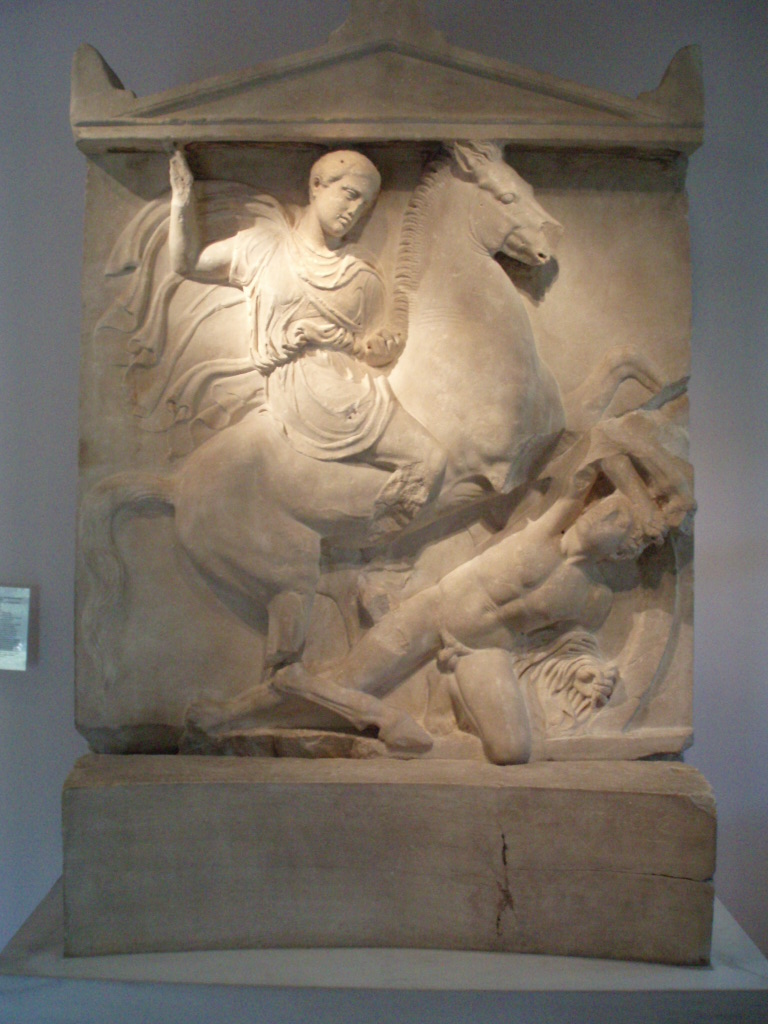
Cavaliere uccide un barbaro gruppo scultoreo della tomba di Dexileos, museo di Keramios, Atene
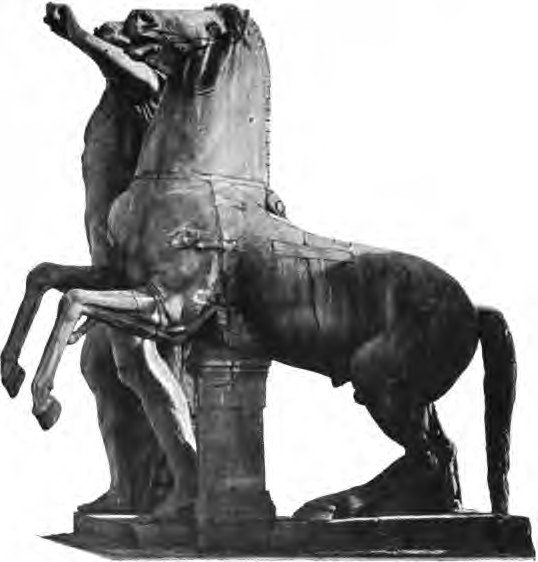
Dettaglio del gruppo dei Dioscuri dell'obelisco del Quirinale
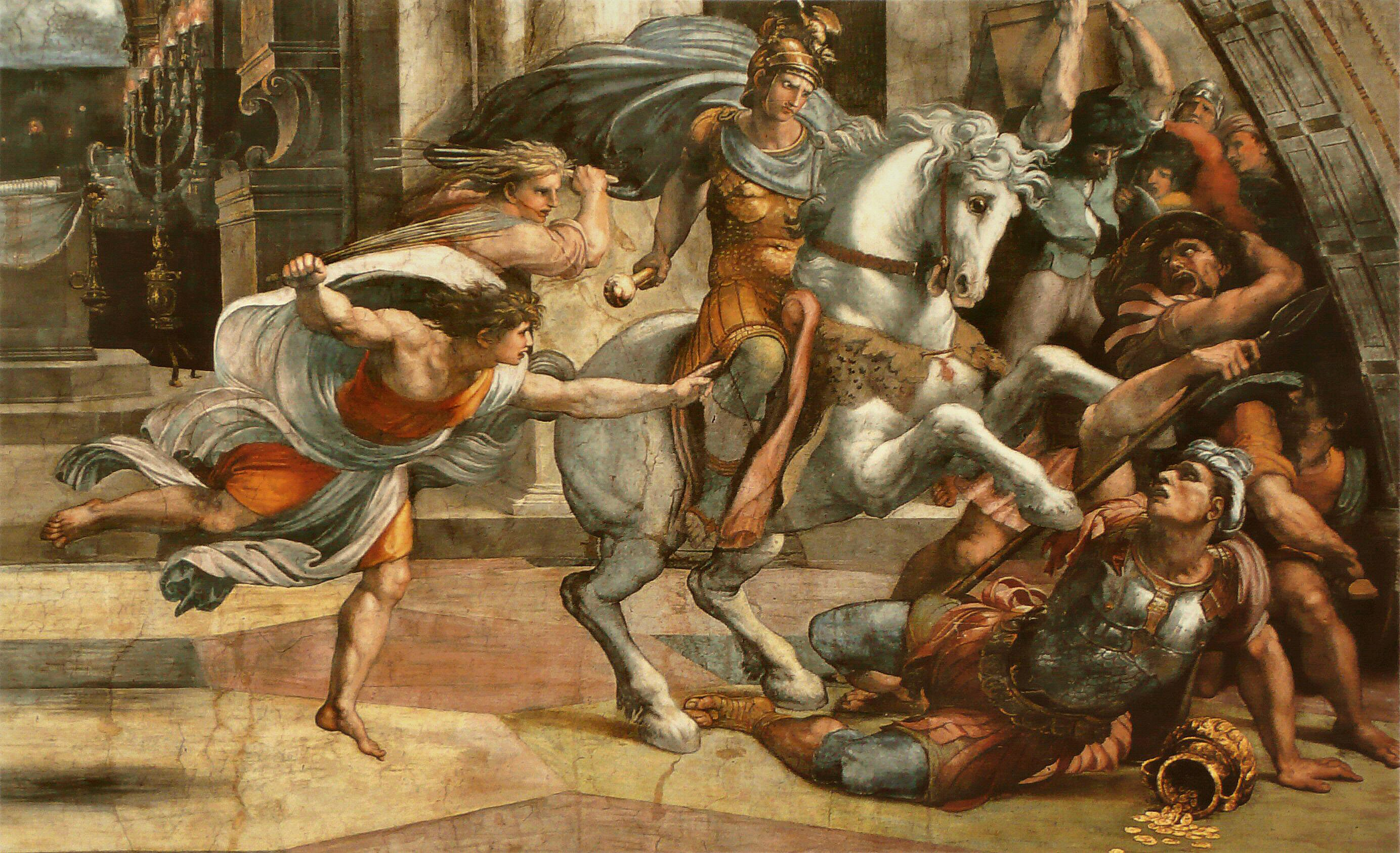
Raffaello, Eliodoro cacciato dal Tempio, Roma
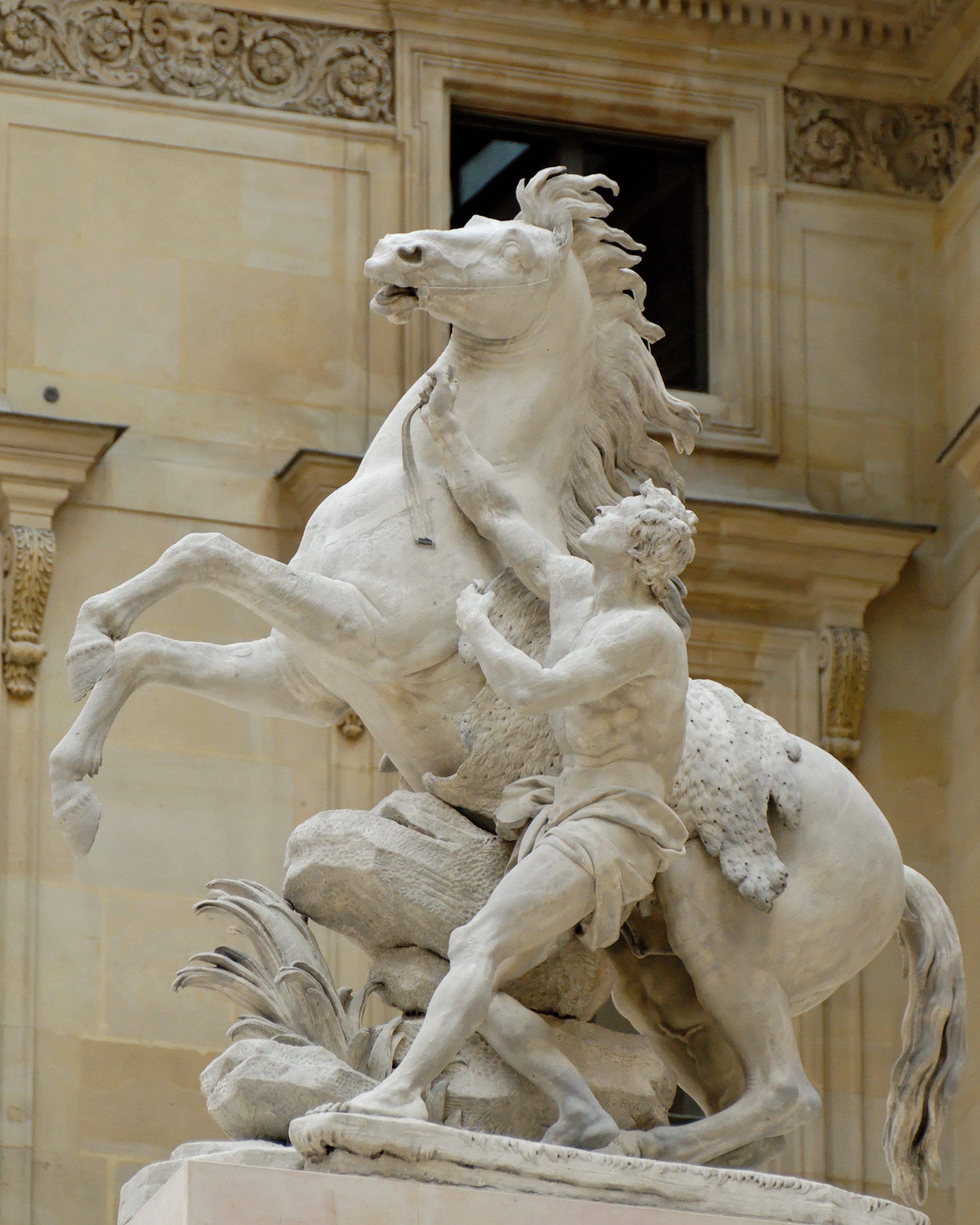
Guillaume Coustou Cheval de Marly museo del Louvre
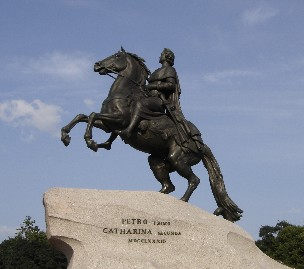
Falconet, Statua equestre di Pietro I a San Pietroburgo
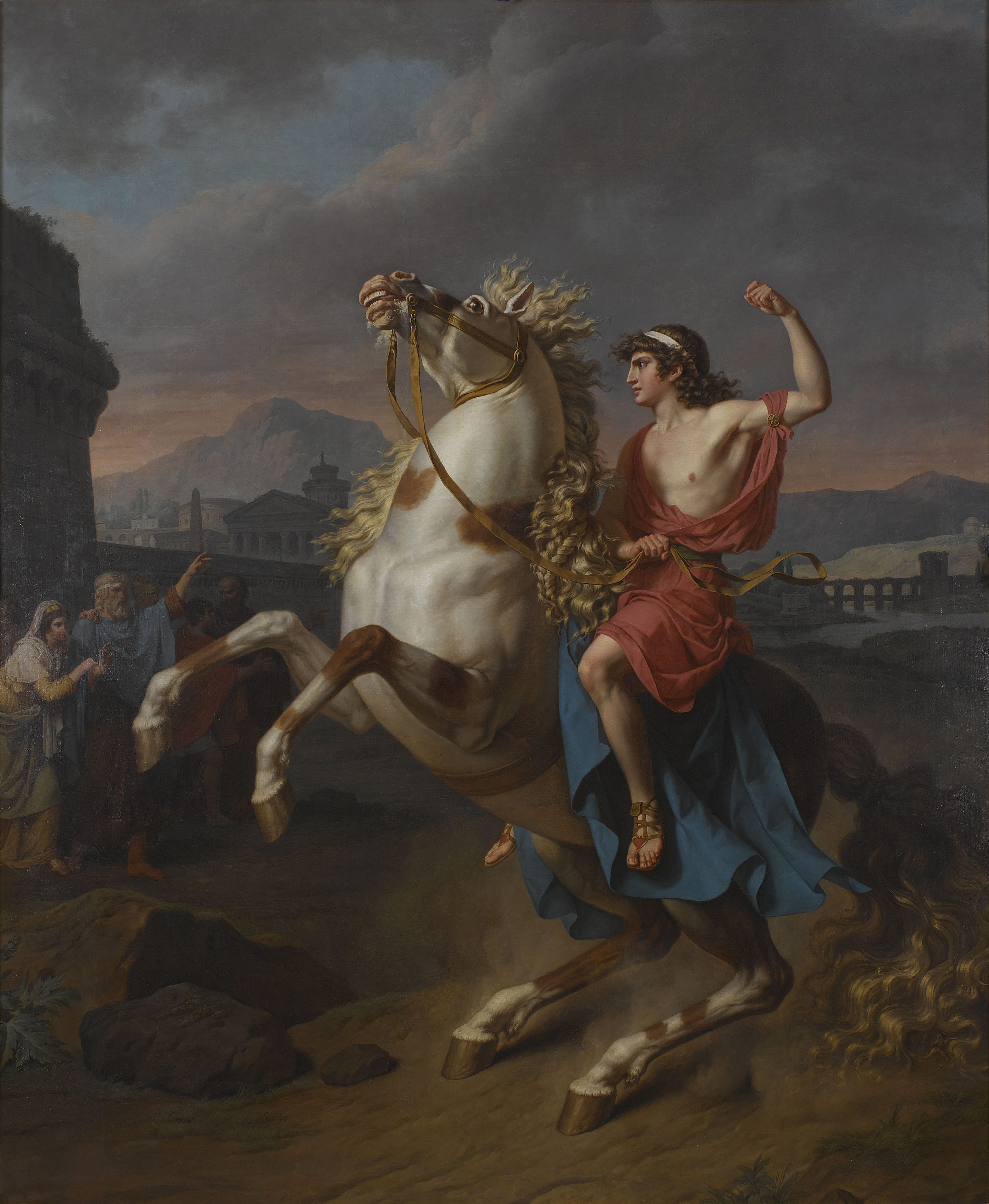
Monsiau, Alessandro domina Bucefalo (1787).
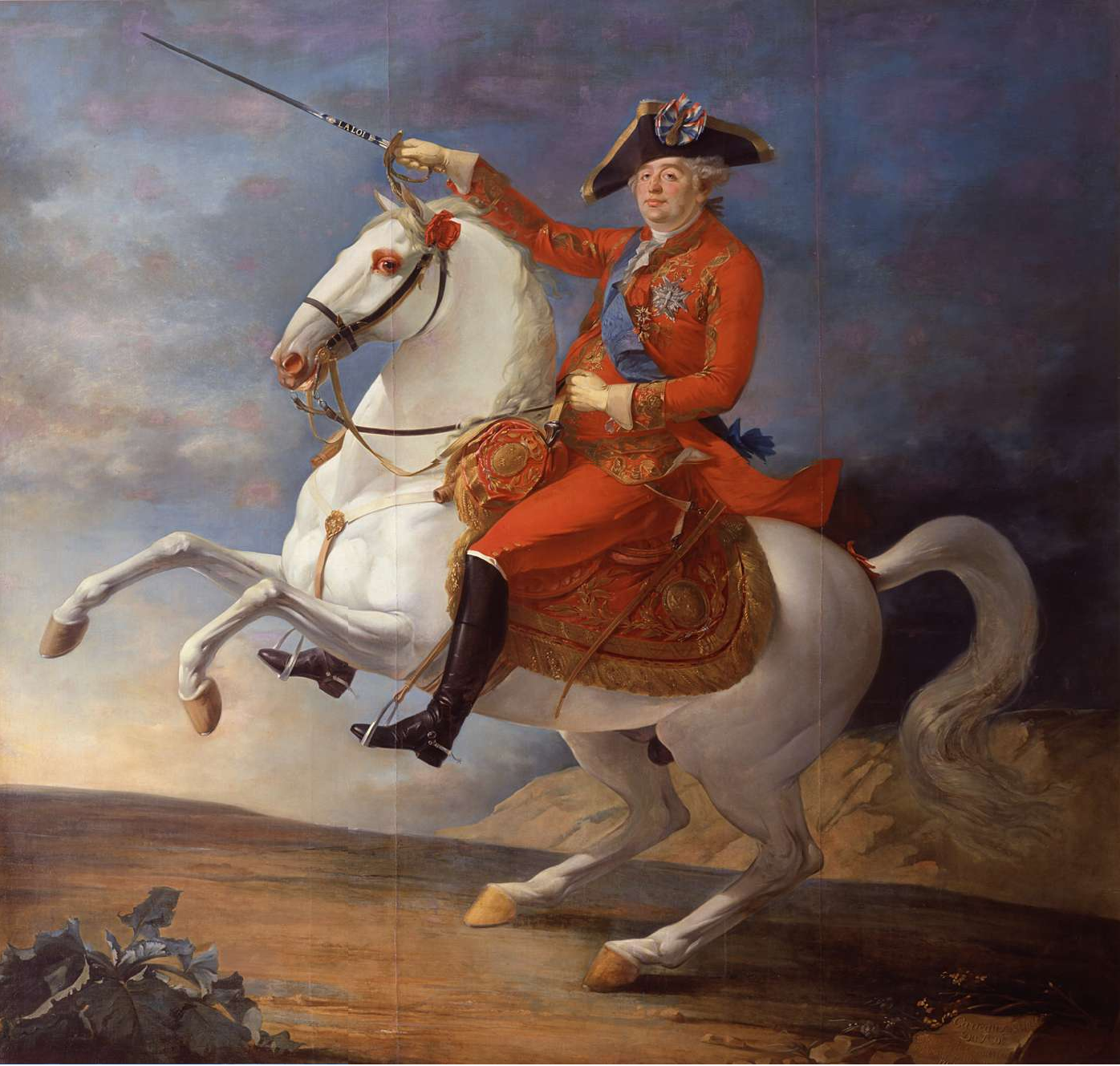
Jean-François Carteaux, Ritratto equestre di Luigi XVI nelle vesti di re-cittadino (1791).

### Realizzazione dell'opera

#### Studi preparatori
Poco si sa degli studi preparatori dell'opera. Antoine-Jean Gros, suo allievo, possedeva un abbozzo ad olio di un cavallo imbizzarrito, probabile studio per la cavalcatura.

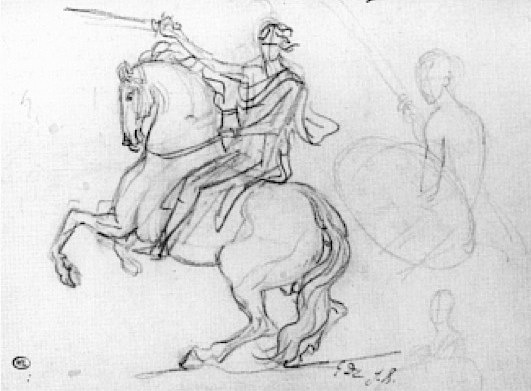
David, schizzo per Bonaparte valica il Gran San Bernardo, 1800, museo del Louvre, dipartimento di arti grafiche.
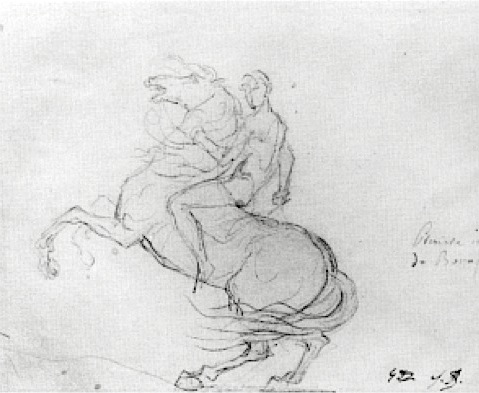
Secondo schizzo per il Bonaparte, collezione di Jacques Delafosse, Parigi.
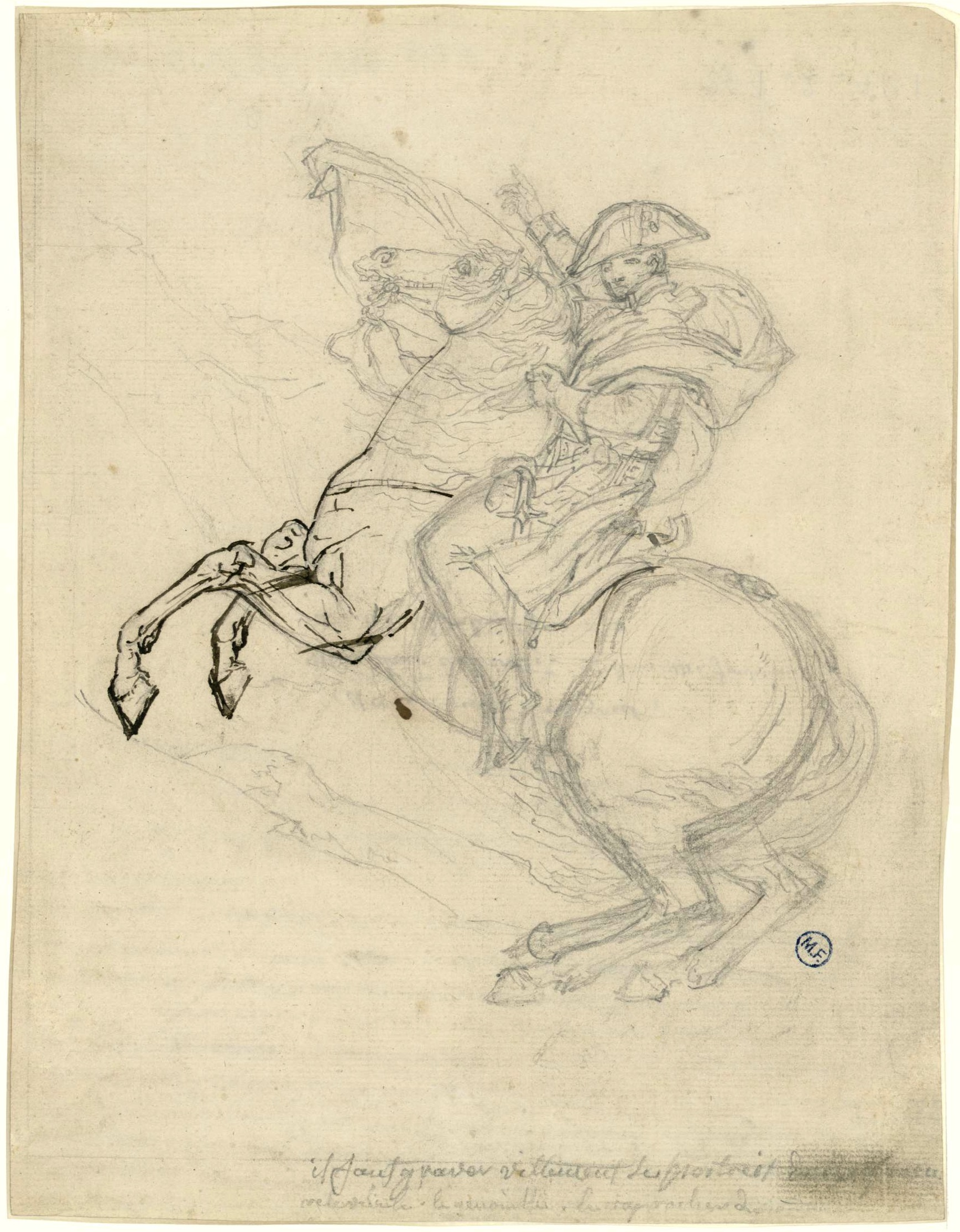
Studio per il Bonaparte verso il 1800, museo Fabre Montpellier.
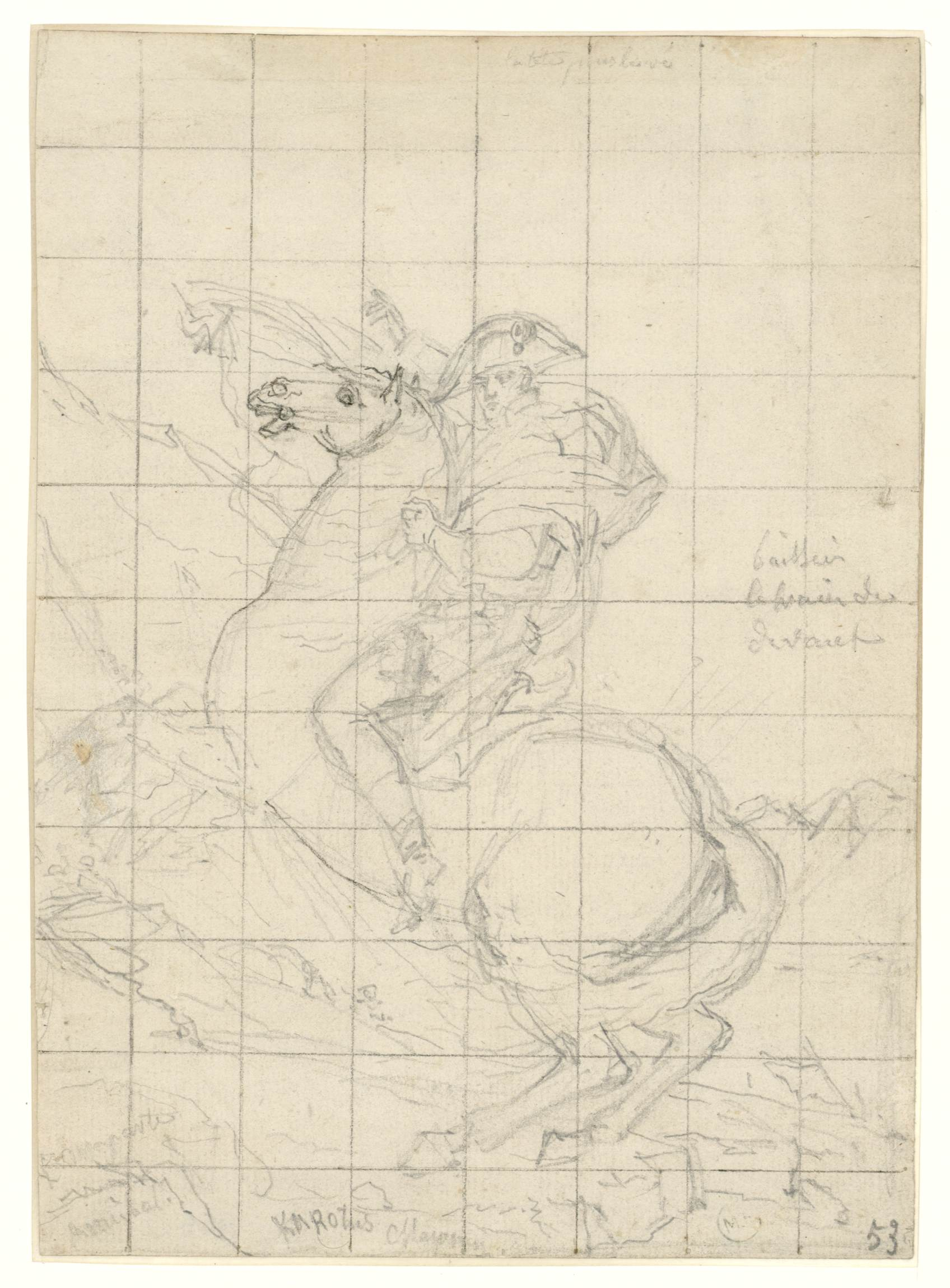
Studio per il Bonaparte verso il 1800, museo Fabre Montpellier.

#### Gli assistenti di David
Per la realizzazione delle differenti copie dell'opera, David si fece aiutare da due dei suoi allievi, Jérôme-Martin Langlois, che lavorò alle prime due tele e principalmente sul cavallo, e Georges Rouget, che realizzò la copia dell'opera per l'Hôtel des Invalides.

#### Modelli e accessori

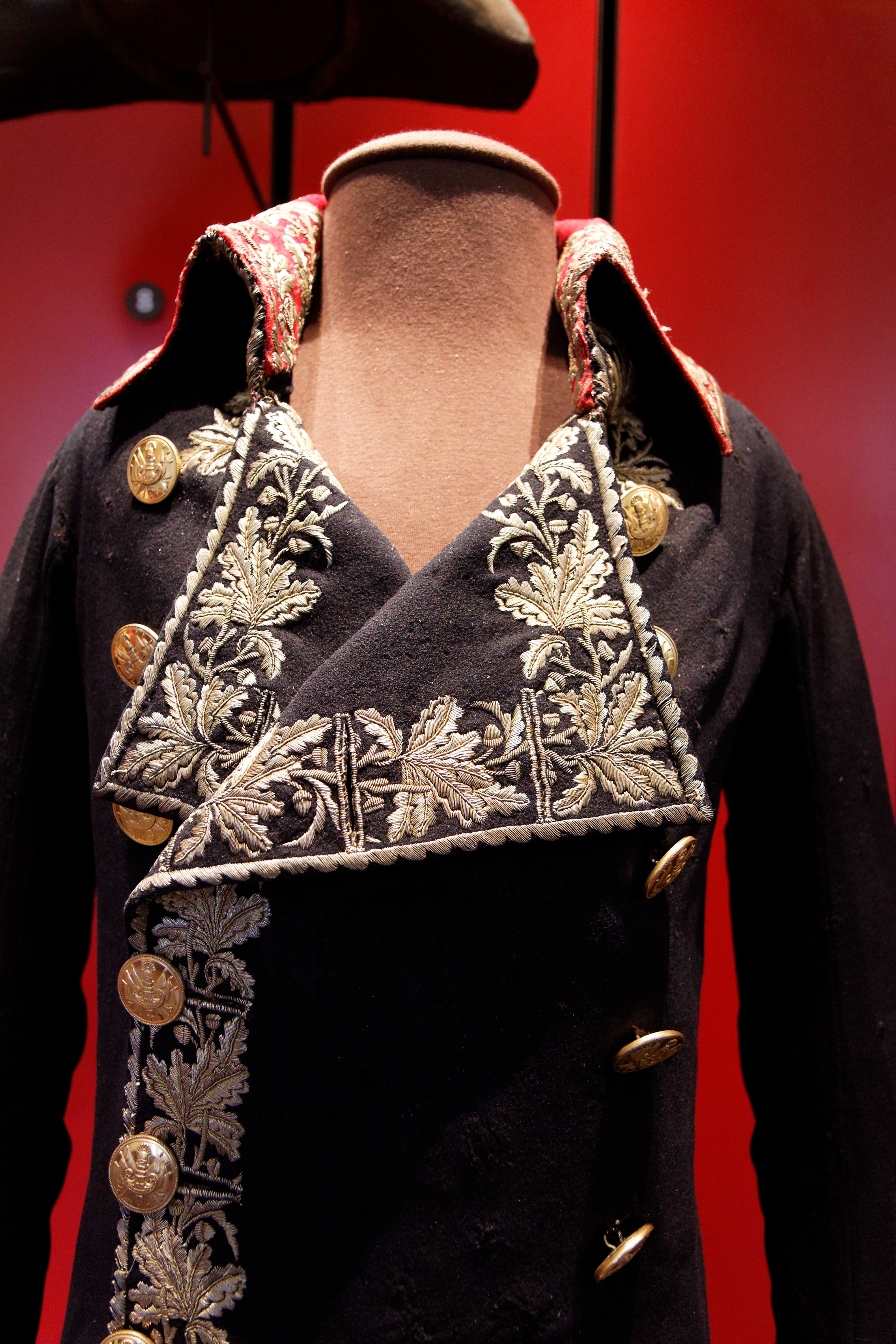
L'uniforme da generale indossata da Napoleone alla battaglia di Marengo, venne utilizzata da David per il ritratto equestre (musée de l'Armée).

Non essendo riuscito a convincere Napoleone a posare per il suo dipinto, Jacques-Louis David si ispirò ad un suo busto per la composizione, e fece posare i suoi figli per la postura del personaggio. Gli venne ad ogni modo messa a disposizione l'uniforme ed il bicorno che Bonaparte portò a Marengo oltre ad un manichino in legno. Étienne-Jean Delécluze, nella sua biografia di David, scrisse:
Due dei cavalli personali di Napoleone servirono da modello per la cavalcatura: la giumenta « la Belle » venne rappresentata nella replica di Charlottenburg, mentre « le Marengo », con il mantello grigio, figurò nei ritratti di Versailles e Vienna. Per il passaggio montuoso il pittore si ispirò alle incisioni dell'opera Voyage pittoresque de la Suisse.

#### Completamento e presentazione
Il primo dei cinque ritratti venne completato in quattro mesi, dal settembre del 1800 al gennaio del 1801. David incominciò immediatamente la copia successiva nel febbraio di quell'anno, terminandola il 25 maggio, data nella quale ricevette la visita di Napoleone che lo visitò nel suo atelier del Louvre proprio per ammirare lo stato dei lavori. Adolphe Thiers, autore della prima biografia completa del pittore, evoca con queste parole la visita di Napoleone all'atelier di David:

### Composizione e tecnica
Le diagonali delle montagne e delle nuvole che le confondono rafforzano l'impressione di un movimento della composizione verso l'alto, di ascesa. Ma secondo Léon Rosenthal la composizione appare forzata 

Le due prime composizioni sono contraddistinte da un'esecuzione più libera con toni più caldi che quindi coinvolgono direttamente la mano di David. Negli esemplari successivi, la sua mano si limitò ad alcuni particolari come la testa ed il mantello, lasciando la quasi totalità dell'esecuzione ai suoi assistenti. In una sua lettera a Talleyrand, David descrisse le indicazioni sul lavoro dei suoi allievi che dovevano concentrarsi appunto sulla ripetizione del modello originario dipinto dal maestro: 
, secondo Georges Wildenstein la terza versione (Versailles) venne interamente dipinta da Langlois.

### Estetica

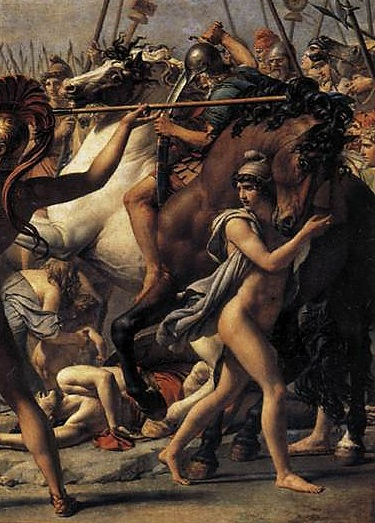
Jacques-Louis David, Le Sabine (museo del Louvre), dettaglio del cavallo e dello scudiero

La tela si situa nel periodo nel quale David, dopo essere stato influenzato dalle antichità romane, sentì il bisogno di "tornare verso il greco puro", assumendo dunque uno stile più neoclassico ispirato all'arte greca, producendo opere come Le Sabine e Leonida alle Termopili. L'artista applicò questi caratteri estetici anche al ritratto del Bonaparte, come poi farà per il Ritratto di madame Récamier. Il cavallo della prima versione riprende il medesimo gesto ed il medesimo colore di quello delle Sabine.
Nella prima versione, la figura giovanile del Bonaparte si situa nell'estetica del "bello ideale" simboleggiata dall'Apollo del Belvedere e da La morte di Giacinto di Jean Broc, uno degli allievi di David. Questo efebo, dipinto per la prima volta in La morte del giovane Barra è rappresentato anche nelle vesti di un giovane scudiero con un berretto frigio nelle Sabine.
Dopo aver fatto posare suo figlio minore nella postura del Bonaparte, David ritenne che l'apparenza giovanile del condottiero lo ravvicinasse a quella di Alessandro Magno a cavallo di Bucefalo.

### Il genere del ritratto equestre
Questa variante del ritratto classico, trova le proprie origini nella statuaria antica, e principalmente come forma di glorificazione del potere come nel caso della statua di Marco Aurelio riportata poi ad esempio in quelle di Luigi XIV di Le Brun e Houasse. Per questo dipinto, David era ancora in perfetta linea coi ritratti equestri dell'epoca barocca.
Il cavaliere José Nicolás de Azara, successore di Muzquiz all'ambasciata di Spagna, che ebbe modo di vedere l'opera, la comparò al ritratto di Gaspar de Guzmán, conte d'Olivares dipinto da Diego Velázquez.
Questo fu il secondo ritratto equestre dipinto da David. Il pittore, già nel 1780, ne aveva realizzato uno per il conte Stanislao Potocki.

### Simbolismi

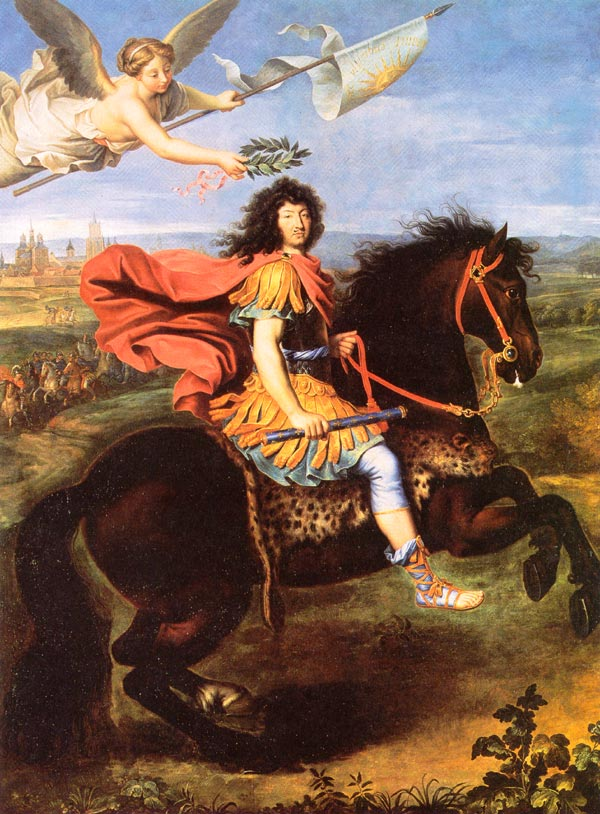
Un esempio di allegoria: Luigi XIV davanti a Maastricht, Pierre Mignard, 1673

#### Una figura eroica
All'inizio del Consolato, i pittori glorificarono la figura del nuovo comandante della Francia con pitture di tipo allegorico, come il dipinto di Callet, Allegoria della battaglia di Marengo (museo di Versailles), che mostra Napoleone in costume da antico generale romano accompagnato dai simboli della vittoria, o da Pierre-Paul Prud’hon nel suo Trionfo di Bonaparte dove si nota il primo console su un carro accompagnato da figure alate.
David, personalmente, scelse di eroicizzare il modello attraverso una raffigurazione più simbolica che allegorica. Al posto della Vittoria, di un carro celeste e di una corona di alloro, David dipinse un cavallo che sembra involarsi verso l'alto della montagna, trattenuto solo dal fiero comandante che lo monta verso la vittoria. Il mantello rosso rimanda chiaramente alla cappa di Apollo, che simboleggia quindi il potere. Il carattere giovanile e la calma del Bonaparte evocano la figura di Alessandro Magno a cavallo di Bucefalo, tutti elementi questi che consentirono a David di far assumere al suo ritratto un carattere eroico.

#### I gesti del dipinto

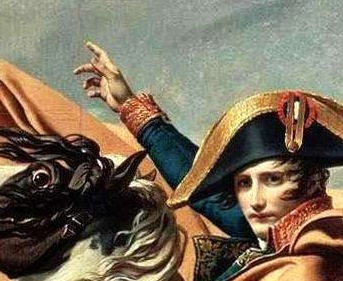
Dettaglio del gesto nella versione della Malmaison

I gesti sono onnipresenti nella pittura di David, come in San Rocco intercede presso la Vergine per i malati di peste o in Marte disarmato da Venere e dalle Grazie. Le mani tese in avanti ne Il giuramento degli Orazi, ne il Giuramento della Pallacorda e ne La distribuzione delle aquile, sono esempi ricorrenti nell'utilizzo dei gesti come elemento retorico.
Nel ritratto di Bonaparte, il dito che indica è inteso come gesto di comando, anche se negli schizzi David aveva pensato all'uso di un bastone di comando alla maniera dei ritratti reali. Alexandre Lenoir in souvenirs historiques su David, riporta che François Gérard, suo vecchio allievo, posò per la mano, ma faticò a mantenere la posa. David gli propose di dipingere la mano al suo posto per rimpiazzarlo nella posa.

#### Le inscrizioni

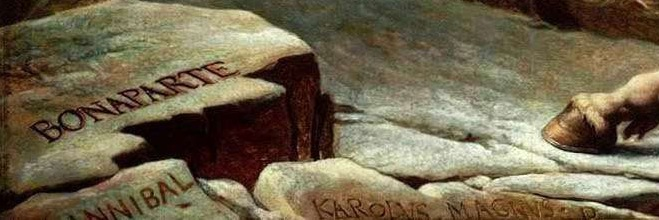
Le inscrizioni sulla roccia

In otto dei suoi quadri, David inserì delle inscrizioni per rafforzare il significato complessivo del dipinto. Belisario chiede l'elemosina, Il dolore di Andromaca, La morte di Marat dove il rivoluzionario agonizzante tiene tra le mani un foglio firmato da Charlotte Corday, Gli ultimi attimi di Michel Lepeletier (perduto), Bonaparte valica il Gran San Bernardo, Saffo e Faone, Napoleone nel suo gabinetto di lavoro e Leonida alle Termopili.
Nel ritratto equestre sulle rocce sono incisi i nomi di Annibale e Carlo Magno assieme a quello del Bonaparte: la traversata delle Alpi presenta il primo console come colui che eredita dai predecessori che l'hanno compiuta prima di lui. A fianco al nome di Carlomagno, David aggiunse le lettere "IMP." per "Imperatore" che, secondo alcuni, venne visto come una premonizione.

### Napoleone controlla la sua immagine

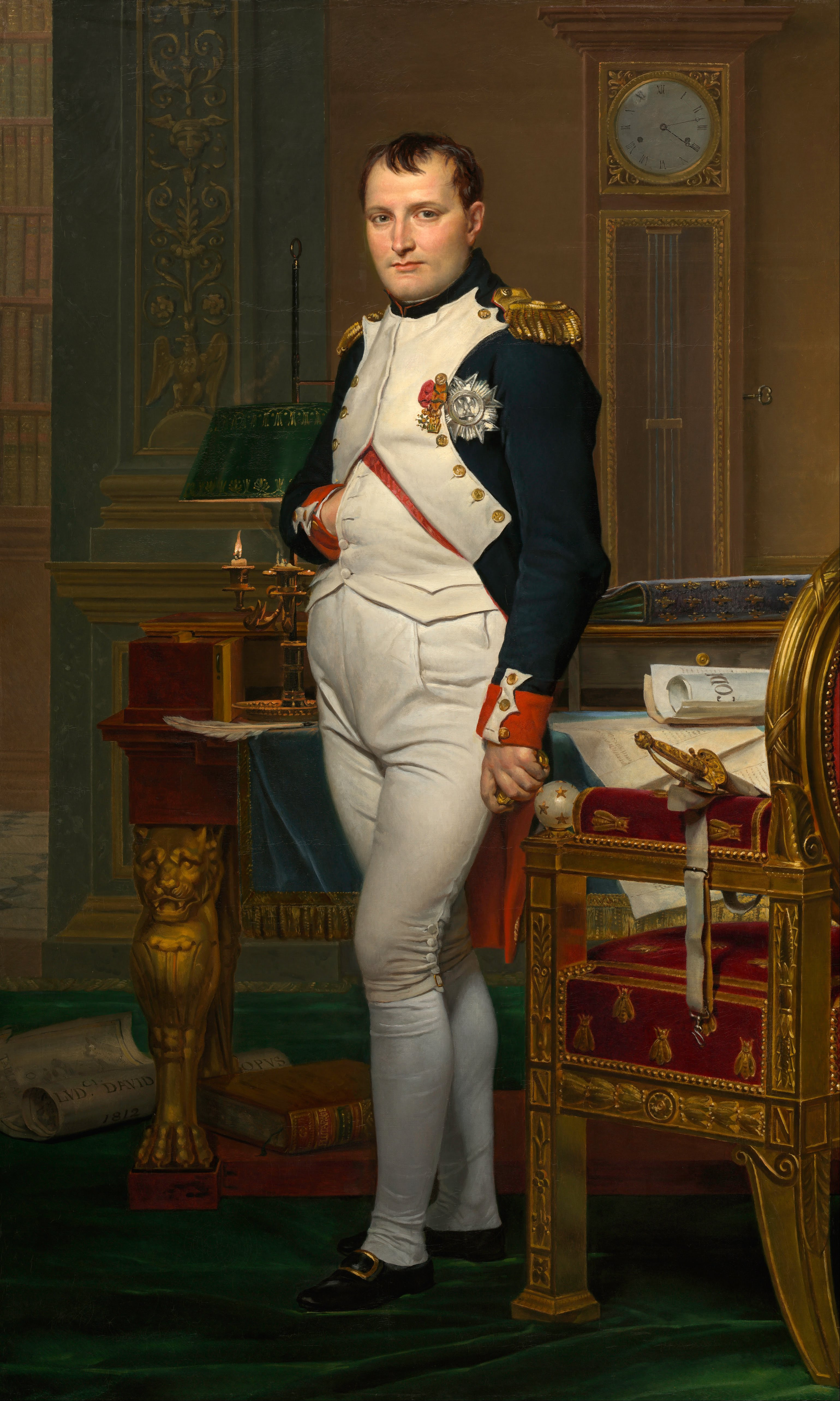
Napoleone nel suo gabinetto di lavoro di Jacques-Louis David 1812, National Gallery of Art, Washington

Diversi fattori portarono il primo console ad avere la necessità di controllare la sua immagine. La ragione principale era di natura triviale: Bonaparte si rifiutava di posare per gli artisti. Gros, quando lo ritrasse per la prima volta nel 1796, dovette coglierne le pose nel breve tempo che gli mise a disposizione. David in tre ore dovette fare il possibile per quanto Napoleone avesse un temperamento nervoso, incline all'agitazione. Così quando nel 1800, David gli propose di posare per un nuovo ritratto equestre, il rifiuto fu netto:
— Ma cittadino primo console io dipingo in questo secolo, per uomini come voi, che sanno il valore di queste cose e la necessità della rassomiglianza.

— Rassomiglianza? Non è per l'esattezza dei tratti che si mette insieme un ritratto. È il carattere della fisionomia dell'anima che bisogna dipingere. […] Le persone non chiedono se il ritratto dei grandi uomini del passato sia somigliante, ma gli basta che attraverso quelle opere il loro genio riviva.»
Da quel momento in poi nessun altro ritratto ufficiale di Napoleone, né in pittura né in scultura, venne realizzato con prese dal vivo. Gli artisti dovettero tutti basarsi su opere precedenti (incisioni, ritratti, sculture) ed agli artisti venne chiesto di idealizzare il modello illustrato. Il ritratto di David rappresenta ad ogni modo una pietra miliare dell'iconografia napoleonica.

## Ripercussioni

### Il primo ritratto ufficiale di Napoleone
Sin dall'origine, il ritratto ebbe una funzione propagandistica. Bonaparte supervisionò personalmente il lavoro di David, e nelle sue prime biografie, si ricorda come egli avesse chiesto di essere rappresentato "calmo su un cavalo focoso".

Il 21 settembre 1801, l'originale della prima delle repliche venne esposta al Louvre assieme a Le Sabine, suscitando una certa polemica per il fatto che l'esposizione venne fatta a pagamento. Era tradizione, all'epoca, esporre le proprie opere in maniera gratuita. I dipinti erano già stati pagati da chi ne aveva chiesto la commissione ed il critico Chaussard fu il più acceso nel contestare questa nuova pratica: 
. David ebbe modo di difendersi presso la stampa..

### Il pagamento dei ritratti
Dopo aver terminato il primo dipinto, David stabilì il prezzo del primo esemplare dei suoi ritratti in 24.000 lire torinesi che richiese al re di Spagna. Gli altri dipinti vennero pagati ciascuno 20.000 franchi, anche se il tesoriere generale del governo Martin-Roch-Xavier Estève rinviando la fattura a Vivant Denon esigette che il pittore rivedesse i suoi compensi abbassando il prezzo a 15.000 franchi.

### Fortuna critica
Charles Paul Landon, nei suoi Annales du musée et de l'école moderne des Beaux-arts, fa l'elogio della tela di David:
I grandi nomi di Annibale e di Carlomagno si abbinano così naturalmente a quello dell'imperatore, al punto tale che il suo nome pareva quasi inutile da scrivere in basso. L'idea dell'arista è stata ad ogni modo non meno ingegnosa.
L'insieme delle figure è eroico, aggiustato con una perfezione tipica di un'artista francese. Infine il disegno, il tocco, il colore sono riuniti tutti a rendere la composizione degna di essere consegnata alla posterità.»
Charles Baudelaire fece una critica del dipinto nel suo Curiosités esthétiques. Vedendo i cinque dipinti esposti al Bazar Bonne-Nouvelle, comparòad essi il dipinto di Antoine Jean Gros Napoleone alla battaglia di Eylau:
Léon Rosenthal, ha dato invece un giudizio negativo all'opera di David: 

### Influenze
Il dipinto influenzò diversi artisti, come Géricault che si ispirò alla posa di questo dipinto per i suoi primi studi dell'Ufficiale dei cacciatori a cavallo della guardia imperiale in carica. Eugène Delacroix s'ispirò alla posa del Bonaparte per il cavaliere turco nel suo dipinto Scena del massacro di Scio che combinò col cavaliere di Géricault. Paul Delaroche col suo Bonaparte valica le Alpi propose una nuova versione dell'ascesa più realistica rispetto alla versione eroica di David.
Il pittore preraffaellita John Everett Millais, nel suo dipinto The Black Brunswicker, ripropone i medesimi schemi di David, fatto interpretato dai critici come un'ammirazione romantica per la figura di Napoleone.
Il pittore contemporaneo Eduardo Arroyo ha rivisitato l'opera in Grand pas du Saint-Bernard (1965) presentando un Bonaparte con la testa di un cane San Bernardo, visto come una denuncia del "franchismo" · . Robert Rauschenberg si ispirò al dipinto di David per realizzare Able Was I Ere I Saw Elba II nel 1985. Andy Warhol realizzò una serigrafia per Vogue intitolata Diana Vreeland Rampant col viso di Diana Vreeland sul corpo del Bonaparte.
Il pittore americano Kehinde Wiley (n.1977) ha rivisitato il dipinto con la sua tecnica di porre giovani americani di colore nelle composizioni classiche, facendone un'interpretazione personale: la figura del generale Bonaparte è rimpiazzata da un giovane africano, con in testa un turbante. Al posto delle scritte in basso si trova l'unica incisione: William. L'opera, intitolata Napoleone guida l'armata attraverso le Alpi fa parte della collezione del Brooklyn Museum.

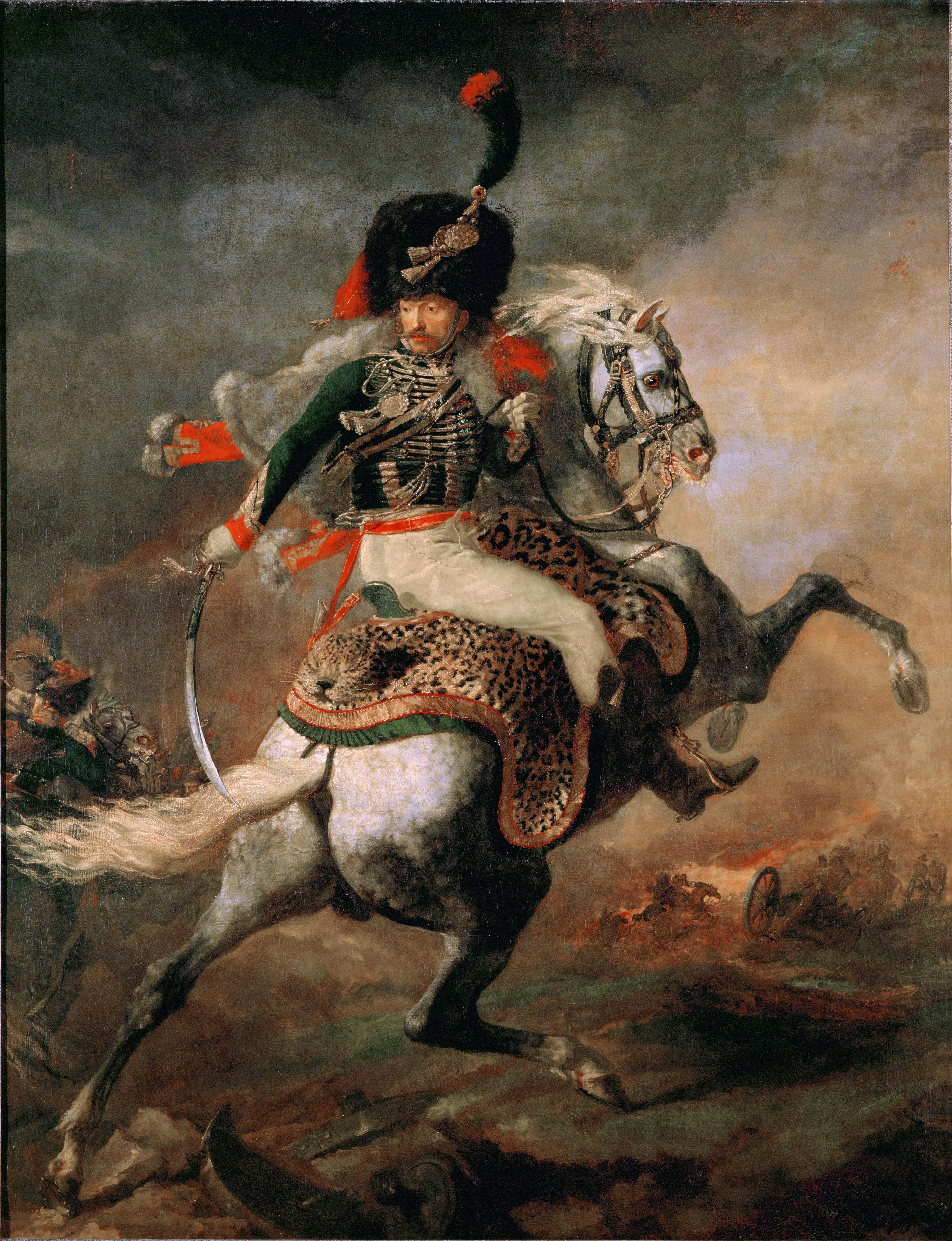
Ufficiale dei cacciatori a cavallo della guardia imperiale mentre carica, Géricault, 1812 museo del Louvre
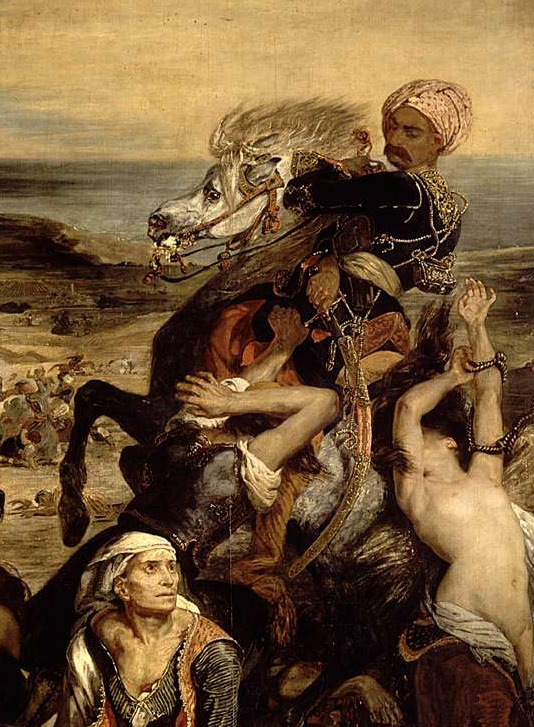
Eugène Delacroix Scena del massacro di Scio dettaglio del cavaliere (museo del Louvre)
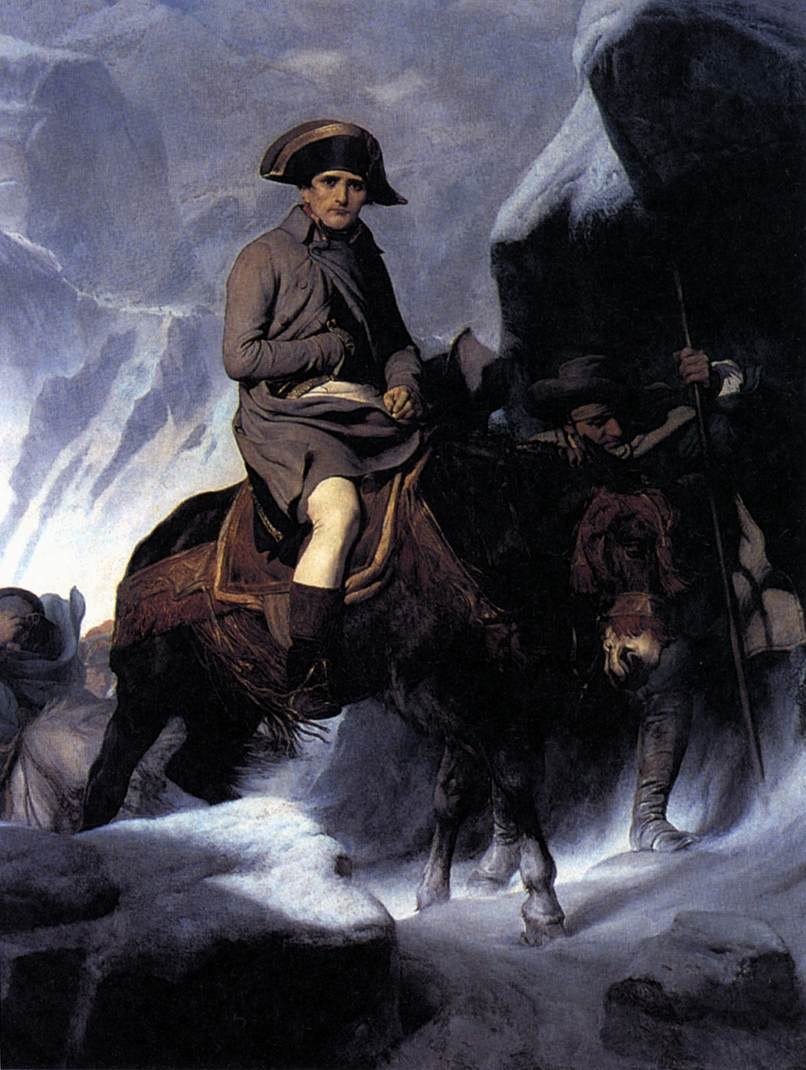
Bonaparte valica le Alpi di Paul Delaroche, museo del Louvre
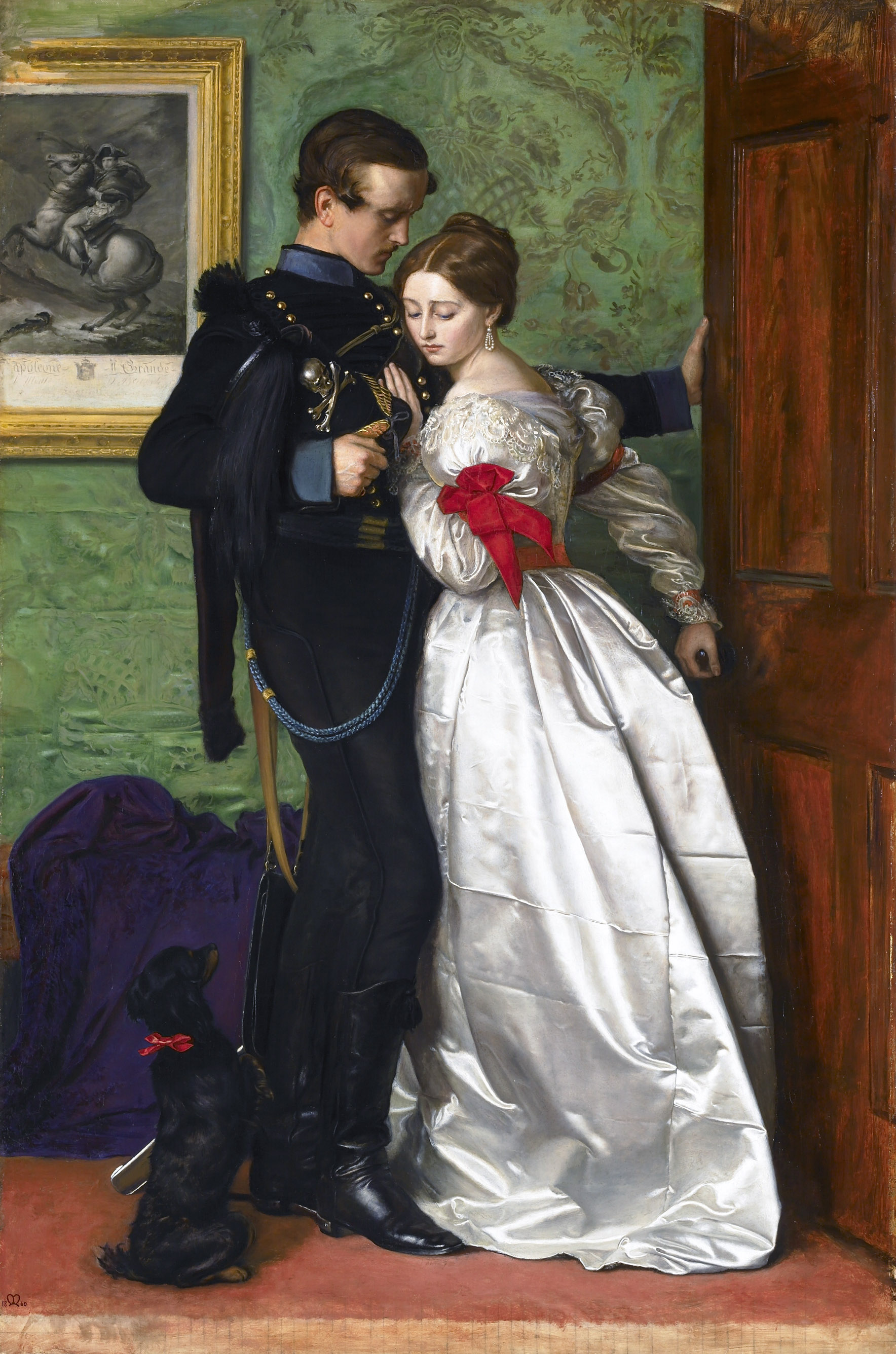
The Black Brunswicker di John Everett Millais, Lady Lever Art Gallery

### Il dipinto sino a noi
Il primo console valica le Alpi al colle del Gran San Bernardo ha avuto un numero incalcolabile di riproduzioni successive, dalle incisioni ai posters, sino ai francobolli, facendo di esso uno dei ritratti più riprodotti di Napoleone.
Alexandre Brongniart, direttore delle Manifatture di Sèvres, fece realizzare una copia del dipinto già nel 1810 su un vaso detto di Madame Mère, conservato oggi al Louvre.
Théophile Thoré, che nel 1846 vide l'esemplare in possesso della figlia di David esposto al Bazar Bonne-Nouvelle, constatò: «Questa figura equestre è stata mille volte riprodotta in bronzo e stucco, dalle pendole ai segnavento sui tetti delle case, a bulino ed a pastello, dipinto su carta e su stoffa, ovunque. »

## Esposizioni
- Versione della Malmaison: esposta al Louvre dal settembre al novembre del 1801 con Le Sabine, 1823 a Filadelfia, Annual exhibition, Academy of the fine arts ; 1943 alla Malmaison ; 1955 a Roma Capolavori della pittura francese dell'Ottocento Palazzo delle esposizioni ; 1959 luglio-settembre a Londra The romantic movement The Tate Gallery ; 1960 a Copenaghen Portraits français de Largillière à Manet Ny Carlsberg Glyptotek ; 1989 a Parigi, Rétrospective David, Louvre-Versailles ; 1993 a Memphis Napoleon exhibition The Marble Gallery ; 2000 alla Malmaison, Marengo une victoire politique castello della Malmaison ; 2002 a Madrid 1802 España entre dos siglos Museo Arqueológico Nacional ; 2005 a Los Angeles, David, Empire to exile J.P. Getty museum.
- Versione di Charlottenburg : esposta al Louvre dal settembre al novembre del 1801 con Le Sabine ; 1948 a Versailles, rétrospective David all'orangerie del castello di Versailles.
- Prima versione di Versailles: 1989 a Versailles, Rétrospective David, Louvre-Versailles ; 2014 a Lens Les Désastres de la guerre (musée du Louvre-Lens).
- Seconda versione di Versailles, 1826 a Bruxelles, esposizione-vendita dopo la morte di David (non venduta) ; a Parigi all'esposizione Au profit des grecs galerie Lebrun ; 1835 a Londra, esposizione al Pall-mall ; 1846 a Parigi, alla galerie des beaux-arts boulevard Bonne-nouvelle ; 1969 à Paris exposition Napoléon n.112, Grand-Palais ; 1980 a Parigi Cinq années d'enrichissement du patrimoine n.122, Grand-Palais ; 2001 ad Ajaccio, Les Bonaparte et l'Italie Musée Fesch ; 2005 a Parigi Exposition David musée Jacquemart-André; 2017 in prestito al musée du Louvre Abou Dabi.

### Copie e incisioni
Le copie del dipinto furono :
- Anonimo, copia dall'esemplare di Charlottenburg esposto a San Pietroburgo nel 1802, localizzazione sconosciuta.
- Anonimo, copie presente al palazzo ducale di Mantova sotto il primo impero, localizzazione sconosciuta.
- Anonimo, copia dell'esemplare di Charlottenburg venduta da Sotheby’s il 4 dicembre 1976, collezione privata.
- Anonimo, copia esposta nel 1843, collezione John Sainsbury, Londra[78].
- Anonimo, copia di scuola esposta a Cabildo (Musée d'État de la Louisiane) derivata dalla terza versione[79].
- Anonimo, copia esposta al palazzo Neil di Tolosa[80].
- Jean-Baptiste Mauzaisse, copia del 1807 della versione di Versailles 1[81] presentata all'esposizione Napoléon an Intimate Portrait del gennaio del 2007 al South Carolina State Museum (Carolina del Sud).
- Anne-François Arnaud, copia del 1816, Musée des Beaux-Arts et d'archéologie de la ville de Troyes[82]
- Charles Lawrence, copia per gli Stati Uniti del 1824 dall'esemplare della Malmaison, originariamente per Giuseppe Bonaparte. Esposta alla Pennsylvania Academy of the Fine Art nel 1840. Localizzazione sconosciuta.
- Georges Rouget, copia del 1840 per l'Hôtel des Invalides derivata dalla prima copia di Versailles, oggi all'Hôtel de Brienne come deposito del musée de l'Armée[83].
- Jean-Pierre Granger copia menzionata da Alexandre Péron in «Notice nécrologique sur Jean-Pierre Granger», Annales de la Société libre des Beaux-Arts, 1848-1846. Localizzazione sconosciuta.
- Marcel Antoine Verdier, copia dipinta nel 1862 dalla seconda copia di Versailles. In deposito al museo del castello di Versailles.

A partire dal dipinto vennero realizzate diverse incisioni:
- Charles Normand, incisione in Annales du musée et de l’école moderne des Beaux-arts, vol. 9, 1805 (prima riproduzione nota)
- Roundet, acquatinta, 1805[84]
- Giuseppe Longhi, taille-douce, 1809
- Raffaello Morghen, acquaforte, 1812
- Normand ne fece un'incisione per  Victoires et conquêtes des Français, 1819
- Lordereau, acquaforte, 1828
- Reveil, acquaforte Musée de peinture et de sculpture, 1830
- Prévost, taille-douce galerie historique de Versailles, 1837
- Achille Lefèvre, taille-douce Histoire de l’empereur Napoléon, 1856[85]
- Eugène Mauler, cromolitografia, Napoléon Ier et sont temps, 1888
- A. Gusman, xilografia Histoire de la Révolution et de l’Empire, 1892

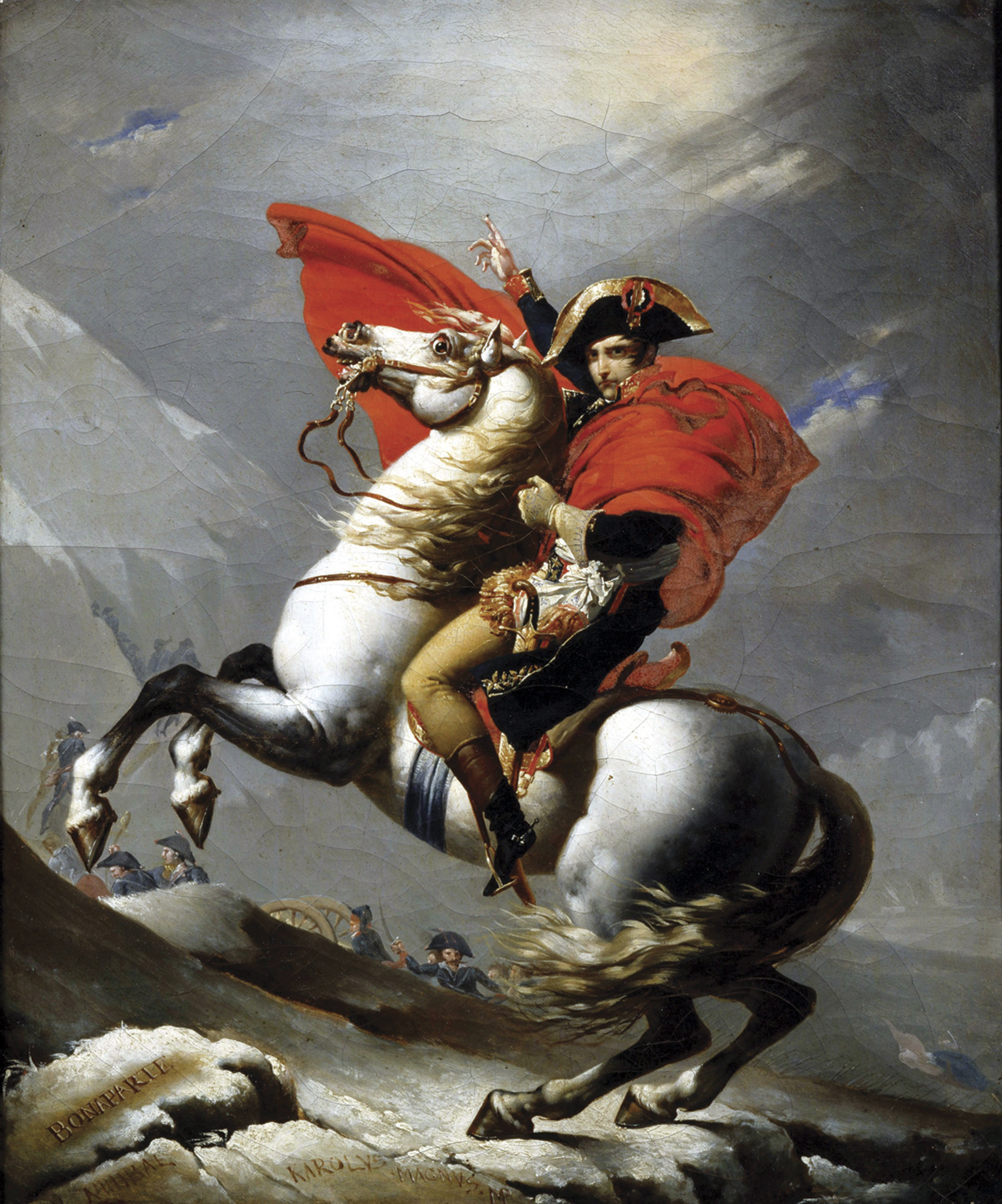
Copia di Mauzaisse (1807)
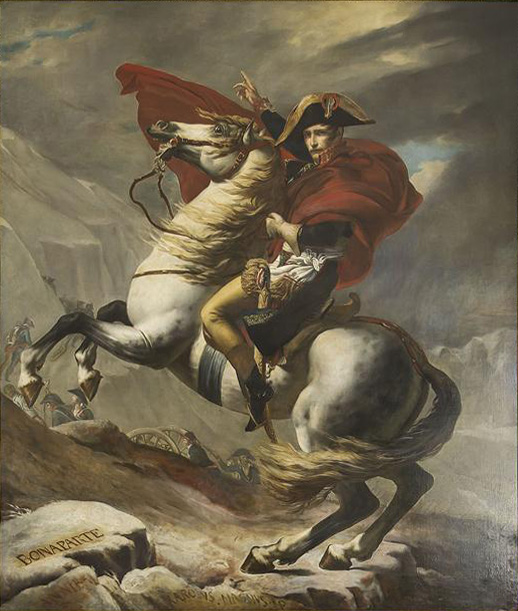
Copia di Georges Rouget (1840)
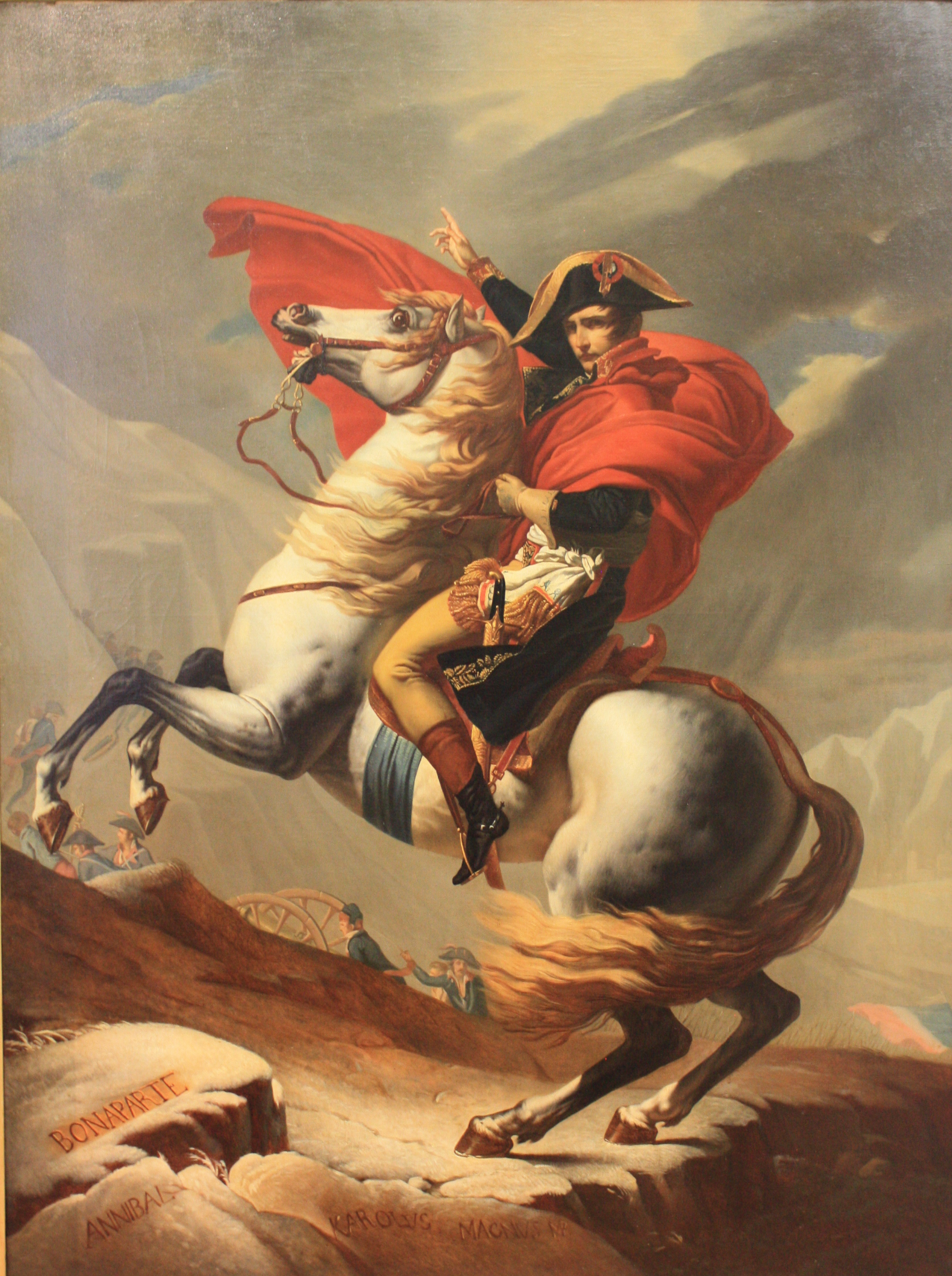
Copia di Jules Naudin (non datata ma del XIX secolo)
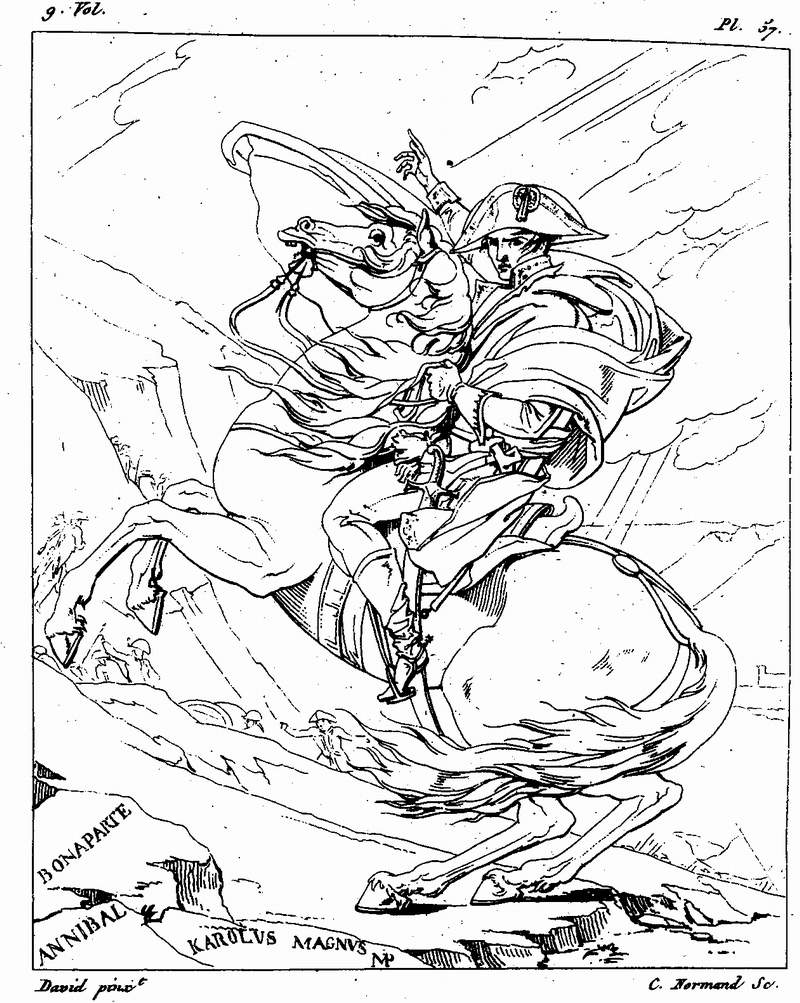
Incisione di Charles-Victor Normand del 1805, prima riproduzione conosciuta del dipinto.
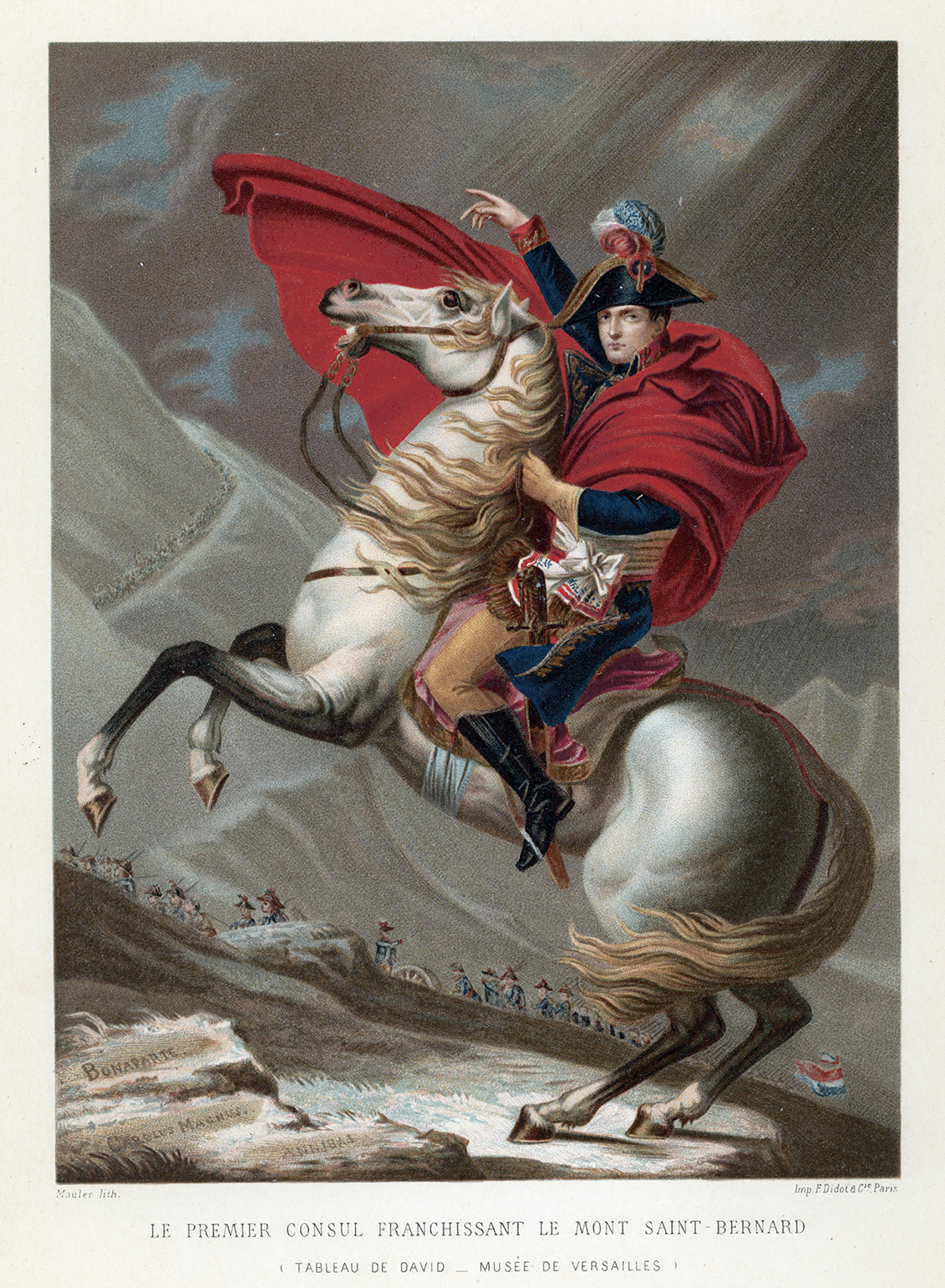
Eugène Mauler - cromolitografia del 1888